# Ligne d'Oran à Kenadsa
La ligne d'Oran à Kénadsa, via Saïda et Béchar, ou ligne Sud-orannais, est une ancienne ligne ferroviaire algérienne qui reliait la ville portuaire d'Oran, située nord-ouest de l'Algérie, à la ville de Béchar, au nord-ouest du Sahara algérien, avec un prolongement vers la ville minière de Kenadsa.
Longue de 770 km, à voie unique et à écartement étroit de 1 055 mm, la ligne a été mise en service en plusieurs étapes entre 1879 et 1921. La construction de la partie nord de la ligne, entre le port d'Arzew et la ville de Saïda, dans les Hauts Plateaux, a pour principal objectif le transport de l'alfa récolté dans la région de Saïda. Son prolongement vers le sud, vers Mécheria, Aïn Sefra et Colomb-Béchar (actuelle ville de Béchar) est motivée par des raisons militaires pour permettre à l'armée de faire face rapidement aux mouvements insurrectionnels qui se sont produits dans le Sud-oranais à partir de 1881 et pour pacifier la zone frontalière entre le Maroc et l'Algérie dans la région de Figuig.
La ligne est totalement fermée au début des années 2000 à la suite de la création d'une nouvelle ligne entre Redjem Demouche et El Biod et la transformation en voie normale de la section historique entre El Biod et Béchar permettant ainsi la constitution de la ligne de Oued Tlelat à Béchar, nouvel itinéraire pour la liaison Oran – Béchar en remplacement de l'itinéraire via Saïda.

## Histoire

### Ligne d'Arzew à Saïda

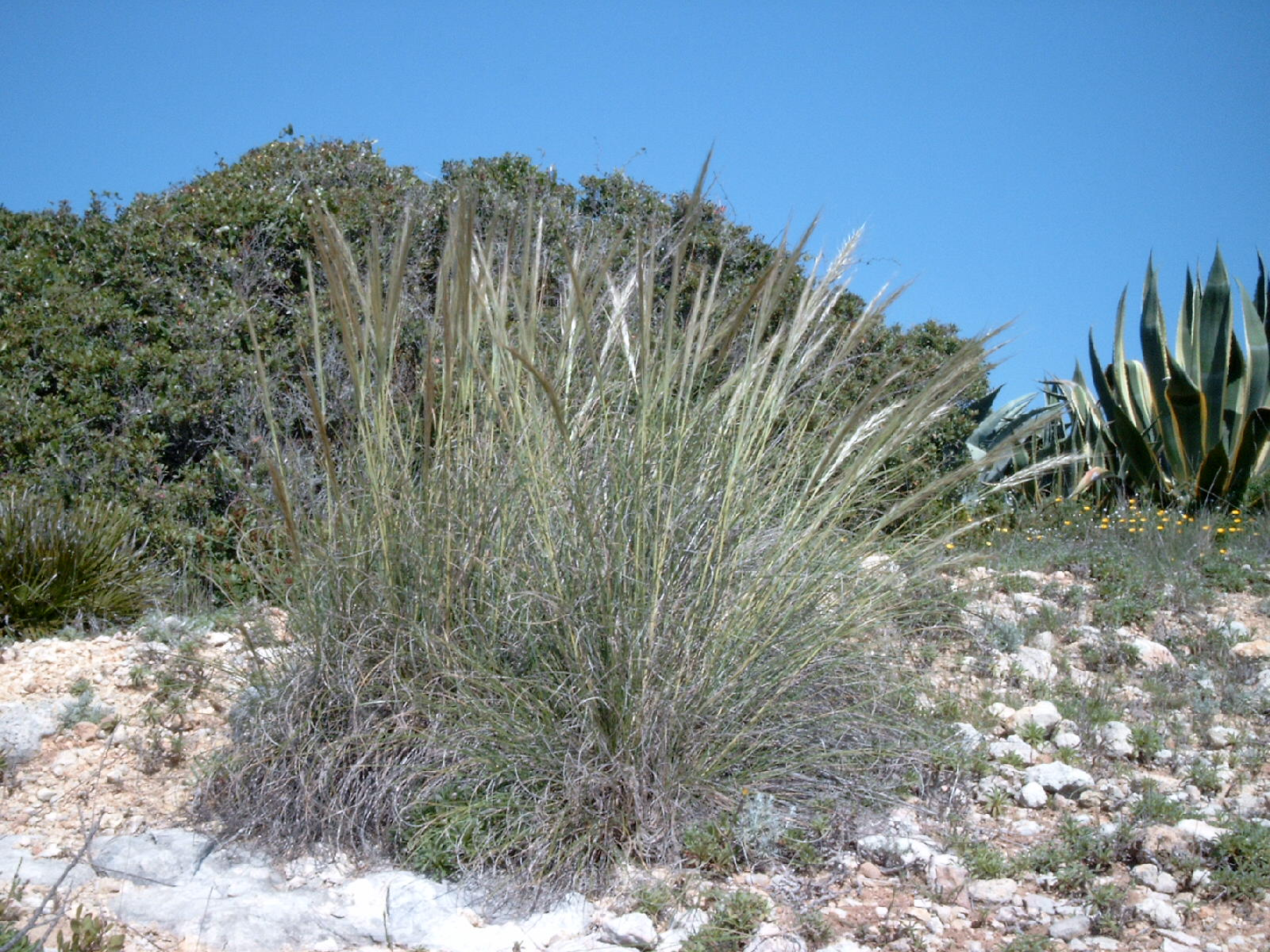
L'alfa, plante abondante de la steppe des Hauts Plateaux algériens.

Dans une convention établie le 20 décembre 1873, la Compagnie franco-algérienne obtient du général Alfred Chanzy, gouverneur général de l'Algérie, le privilège exclusif de l'exploitation de l'alfa sur 300 000 ha de terrains des Hauts Plateaux et la concession d'une ligne ferroviaire d'Arzew à Saïda. La convention stipule que la ligne de chemin de fer doit être construite sans subvention ni garantie d'intérêt. Le décret du 29 avril 1874 entérine la convention, accorde à la Compagnie franco-algérienne la concession de la ligne et la déclare d'utilité publique avec un prolongement de 70 km dans la direction de Geryville.
La ligne, à caractère essentiellement agricole, a pour objectif d'acheminer l'alfa vers le port d'Arzew pour son importation en France métropolitaine. Elle est mise en service le 28 septembre 1879, pour le transport de l'alfa mais aussi au service voyageurs. Longue de 170 km, elle dessert outre Arzew et Saïda, les villes de Perrégaux (actuelle Mohamadia) au croisement avec la ligne d'Alger à Oran et de Tizi, origine de la future ligne vers Mascara.
Le 8 août 1881, la compagnie met en service une première extension de la ligne sur 44 km, de Saïda à Khralfallah (dans l'actuelle commune de Sidi Ahmed), sur les 70 km initialement prévus,.

### Prolongements vers Mécheria et Aïn Sefra

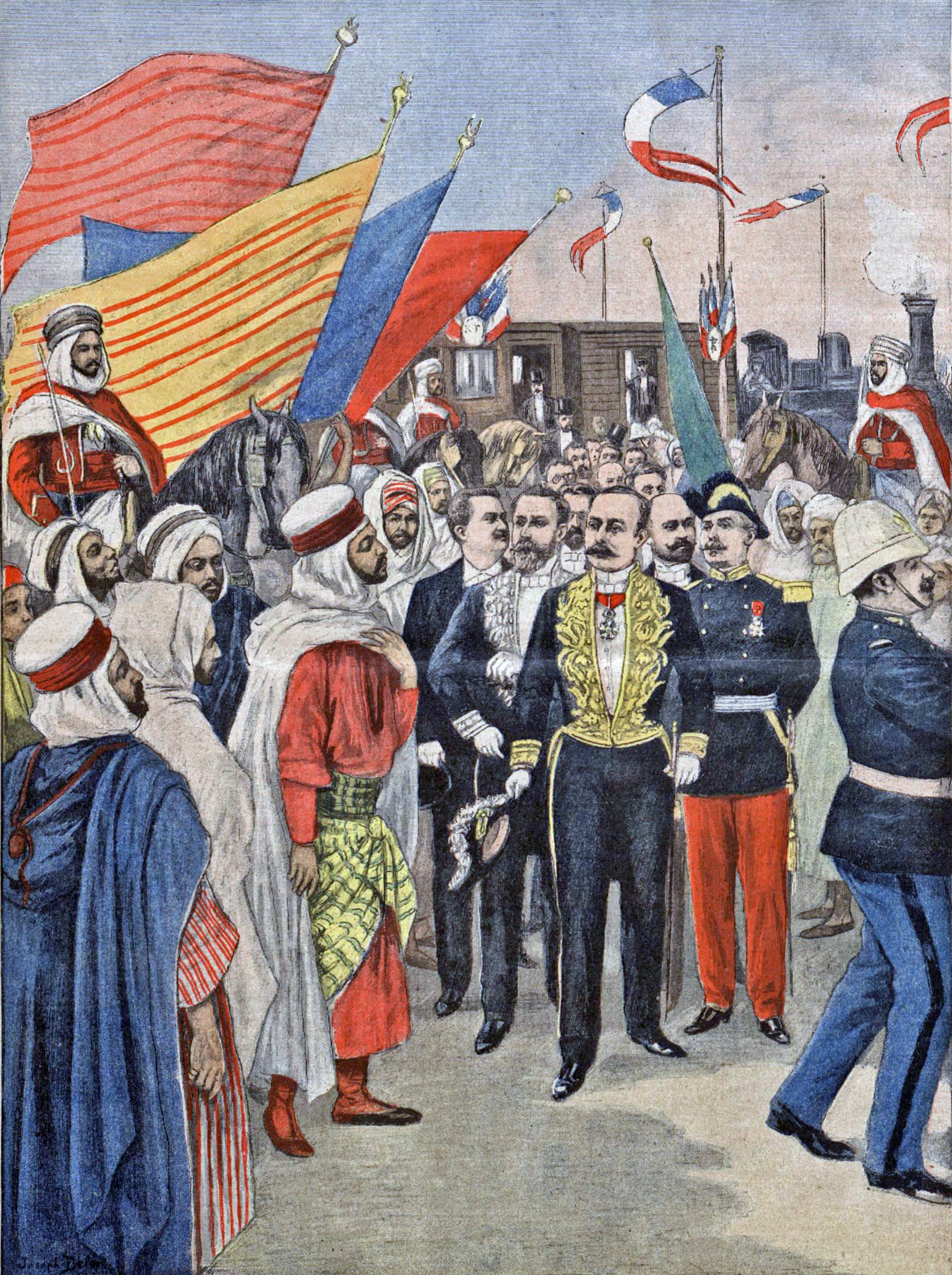
Inauguration de la ligne ferroviaire de Saïda à Djenien-bou-Rezg par le gouverneur Edouard Laferrière, dessin du Petit Journal du 18 février 1900.

En 1881, l'armée française doit faire face dans le Sud-oranais à des soulèvements de tribus menées par Cheikh Bouamama. Pour permettre un acheminement rapide des troupes, le ministère de la guerre décide la construction du prolongement de la ligne d'Arzew à Saïda en direction de Mécheria. Les travaux sont réalisés en à peine quatre mois, la section Saïda – Le Kreider (actuelle El Kheiter) est ouverte pour les militaires le 27 septembre 1881 et celle du Kreider à Mécheria le 11 avril 1882. La Compagnie franco-algérienne n'assure l'exploitation aux voyageurs qu'à partir du 29 juillet 1885.
Quelques années plus tard, l'armée entreprend un nouveau prolongement de la ligne en direction de Aïn Sefra. L'objectif étant de faciliter la pacification de la région de Figuig, à la limite entre le Maroc et l'Algérie, où des troubles réguliers ont lieu depuis Traité de Lalla Maghnia (1845) qui n'avait pas défini de frontière fixe dans cette zone ; seule
la souveraineté de chaque puissance (Maroc et France) sur diverses tribus ou fractions de tribus avait été formalisée. Cette section, entre Mécheria et Aïn Sefra, est ouverte le 25 août 1887,.

### Prolongements vers Béchar

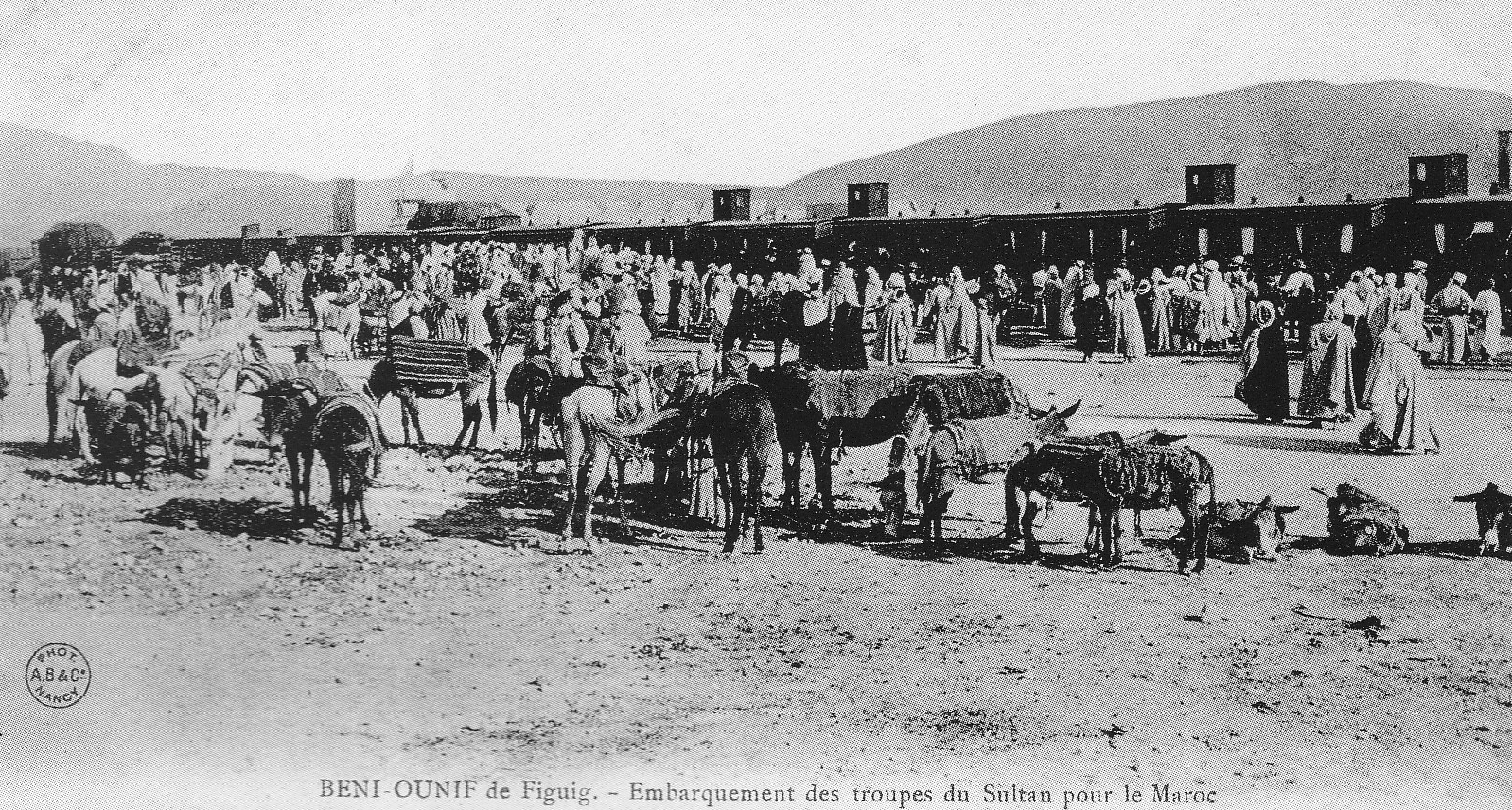
Embarquement à Béni Ounif des troupes du sultan pour le Maroc après « l'attaque » du train inaugural le 21 avril 1906.

Par la suite, la loi du 25 janvier 1892 déclare d'utilité publique le prolongement de la ligne en direction de Colomb-Béchar. L'ouverture de cette extension s'effectue par étapes successives : le 31 août 1901 pour la section Aïn Sefra – Duveyrier, le 3 août 1903 pour la section Duveyrier – Béni Ounif, le 4 février 1905 pour la section Béni Ounif – Ben Zireg et le 21 avril 1906 pour la section Ben Zireg – Colomb-Béchar.
Le train inaugural de la section Ben Zireg – Colomb-Béchar, rempli de personnalités, est attaqué le 21 avril 1906 par des cavaliers marocains qui manifestent leur mécontentement de voir la ligne de chemin de fer traverser les oasis de Figuig dont le Maroc revendique l'entière possession. Cette attaque « symbolique » provoque peu de dégâts, seules quelques vitres brisées sont à déplorer. Mais elle a pour conséquence que le général Hubert Lyautey, alors gouverneur militaire des territoires du sud de l'Oranie, impose au sultan du Maroc un tracé de la frontière algérienne à l'ouest de la voie ferrée dans la région de Figuig de sorte que toute la ligne se situe en territoire français. Les attaquants marocains sont ramenés au Maroc par train via Perrégaux.

### Ligne d'Oran à Aïn El Bia
Précédemment, en 1898, le département d'Oran avait accordé à la Société des chemins de fer algériens, société ferroviaire créée par l'ingénieur français Charles Lartigue, la concession d'une ligne d'intérêt local pour relier Oran à Damesme (actuelle Aïn El Bia), ville située 4 km au sud-est d'Arzew sur la ligne du Sud-oranais, afin de connecter la capitale de l'Oranie aux villes desservies par la ligne ferroviaire d'Arzew à Béchar. Cette concession à la société de Charles Lartigue est un dédommagement accordé par le département pour compenser l'échec de la réalisation d'une ligne de 90 km basée sur le système de monorail Lartigue dans le sud du département pour le transport de l'alfa au travers du désert algérien. La ligne est déclarée d'utilité publique le 9 avril 1898 et mise en service le 11 octobre 1900. À partir de cette date, Oran est le nouveau point de départ de la ligne, la courte section de 4 km entre Arzew et Damesme devient une antenne de la ligne d'Oran à Colomb-Béchar longue de 748 km.

### Rachat de la Compagnie franco-algérienne
Entre-temps, La Compagnie franco-algérienne, peu prospère car ses lignes sont peu rentables, connaît des difficultés financières qui l'amène en 1888 à affermer son réseau à la Compagnie de l'Ouest algérien pour une durée de cinq ans. Elle dépose finalement son bilan en 1890 mais conserve ses concessions quelques années. Le décret du 21 décembre 1900 autorise l'exploitation en régie par l'État français des lignes de la Compagnie franco-Algérienne. Le réseau est racheté le 28 décembre 1900 et placé sous la tutelle de l'Administration métropolitaine des chemins de fer d'État. Il est transféré à la Compagnie des chemins de fer algériens de l'État en 1912.

### Prolongement de Béchar à Kénadsa
Après la découverte en 1917 d'un gisement de houille dans la région de Kénadsa, à une vingtaine de kilomètres au sud-ouest de Colomb-Béchar, l'État français décide la mise en exploitation de la mine grâce au prolongement de 22 km de la ligne Sud-oranais jusqu'à Kénadsa.
La ligne reliant Oran à Kénadsa a maintenant une longueur de 770 km.

### Évolutions et fermeture de la ligne

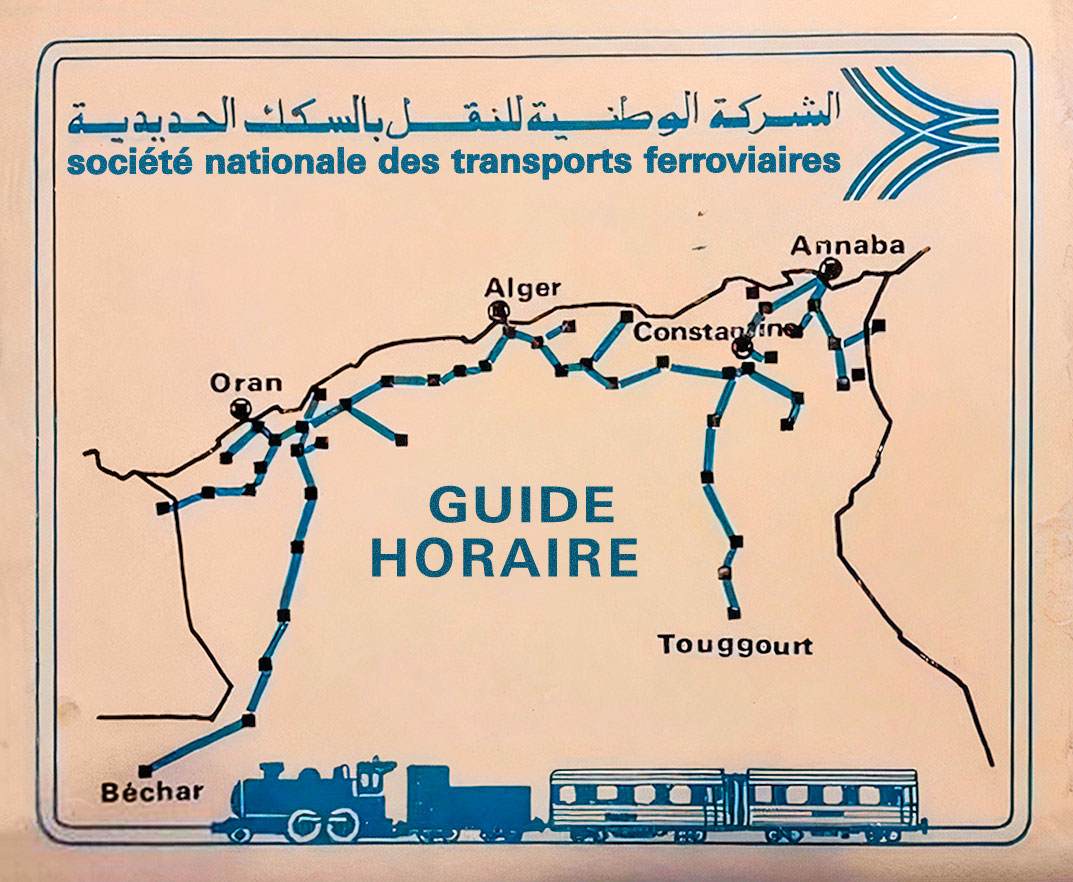
Plan du réseau SNTF en 1977, où figure la ligne entre Mohammadia et Béchar.

En 1958, la voie étroite de la section entre Damesme et Perrégaux est transformée en voie normale, ce qui permet sa jonction avec ligne d'Alger à Oran en gare de Perrégaux (actuelle gare de Mohammadia). Parallèlement, la section entre Oran et Damesme est fermée la même année.
La ligne de Mohammadia à Béchar reste ouverte aux circulations jusqu'au début du XXIe siècle. Elle est définitivement fermée et déclassée, entre Mohammadia et El Biod, à l'issue d'une part, de la création d'une nouvelle ligne à voie normale entre Redjem Demouche et El Biod et, d'autre part, la mise à voie normale de la ligne entre El Biod et Béchar en 2010. Ces deux sections de ligne prolongent ainsi la ligne préexistante entre Oued Tlelat et Redjem Demouche pour constituer la nouvelle ligne de Oued Tlelat à Béchar en 2010, ligne devenant ainsi le nouvel itinéraire pour la liaison Oran – Béchar en remplacement de l'itinéraire via Saïda.
Sept ans plus tard, Saïda, qui avait été isolée du réseau ferroviaire en 2010, est de nouveau desservie par train depuis 2017 à la suite de la mise en service de la ligne de Moulay Slissen à Saïda (connectée à la ligne de Oued Tlelat à Béchar), dans le cadre de la construction de la rocade des Hauts-Plateaux.

### Chronologie des sections de la ligne
| Section                                 | Longueur (en km) | Date de DUP(*)  | Date d'ouverture  | Remarques |
| --------------------------------------- | ---------------- | --------------- | ----------------- | --- |
| Arzew - Damesme                         | 4,1              | 29 avril 1874   | 28 septembre 1879 | Détachée de la ligne en 1900 (section devenue la ligne d'Arzew à Damesme) Transformée en voie normale en 1958 Fermeture ?      |
| Damesme - La Macta                      | 16,5             | 29 avril 1874   | 28 septembre 1879 | Transformée en voie normale en 1958 Fermeture ?                                                                                |
| La Macta - Perrégaux                    | 29,8             | 29 avril 1874   | 28 septembre 1879 | Transformée en voie normale en 1958 Fermeture ?                                                                                |
| Perrégaux - Saïda                       | 120,1            | 29 avril 1874   | 28 septembre 1879 | Fermeture en 2010 |
| Saïda - Khralfallah                     | 43,5             | 8 août 1881     | 1er juin 1881     | Trafic militaire puis trafic civil en 1883 Fermeture en 2010                                                                   |
| Khralfallah - Modzbah                   | 23,4             | 8 août 1881     | 1er juin 1881     | Trafic militaire puis trafic civil en 1885 Fermeture en 2010                                                                   |
| Modzbah - Le Kreider                    | 33,4             | 8 août 1881     | 27 septembre 1881 | Trafic militaire puis trafic civil en 1885 Fermeture en 2010                                                                   |
| Le Kreider - El Biod                    | 51,9             | 8 août 1881     | 31 décembre 1881  | Trafic militaire puis trafic civil en 1885 Fermeture en 2010                                                                   |
| El Biod - Mécheria                      | 28,8             | 8 août 1881     | 11 avril 1882     | Trafic militaire puis trafic civil en 1885 Transformée en voie normale en 2010 et rattachée à la ligne de Oued Tlelat à Béchar |
| Mécheria - Aïn Sefra                    | 102,3            | 31 juillet 1886 | 28 août 1887      | Transformée en voie normale en 2010 et rattachée à la ligne de Oued Tlelat à Béchar                                            |
| Aïn Sefra - Duveyrier                   | 117,8            | 25 janvier 1892 | 31 août 1901      | Transformée en voie normale en 2010 et rattachée à la ligne de Oued Tlelat à Béchar                                            |
| Duveyrier - Beni Ounif                  | 27,4             | 25 janvier 1892 | 3 août 1903       | Transformée en voie normale en 2010 et rattachée à la ligne de Oued Tlelat à Béchar                                            |
| Béni Ounif - Ben Zireg                  | 60,1             | 25 janvier 1892 | 4 février 1905    | Transformée en voie normale en 2010 et rattachée à la ligne de Oued Tlelat à Béchar                                            |
| Ben Zireg - Béchar                      | 51,0             | 25 janvier 1892 | 21 avril 1906     | Transformée en voie normale en 2010 et rattachée à la ligne de Oued Tlelat à Béchar                                            |
| Oran - Damesme                          | 42,4             | 9 avril 1898    | 11 octobre 1900   | Fermeture en 1958 |
| Béchar - Kénadsa                        | 21,7             |                 | 10 août 1921      | Fermeture ? |
| (*)DUP : déclaration d'utilité publique |                  |                 |                   | |

## La ligne

### Caractéristiques
Longue de 770 km, c'est une voie unique à écartement étroit de 1 055 mm et non électrifiée.

### Profil

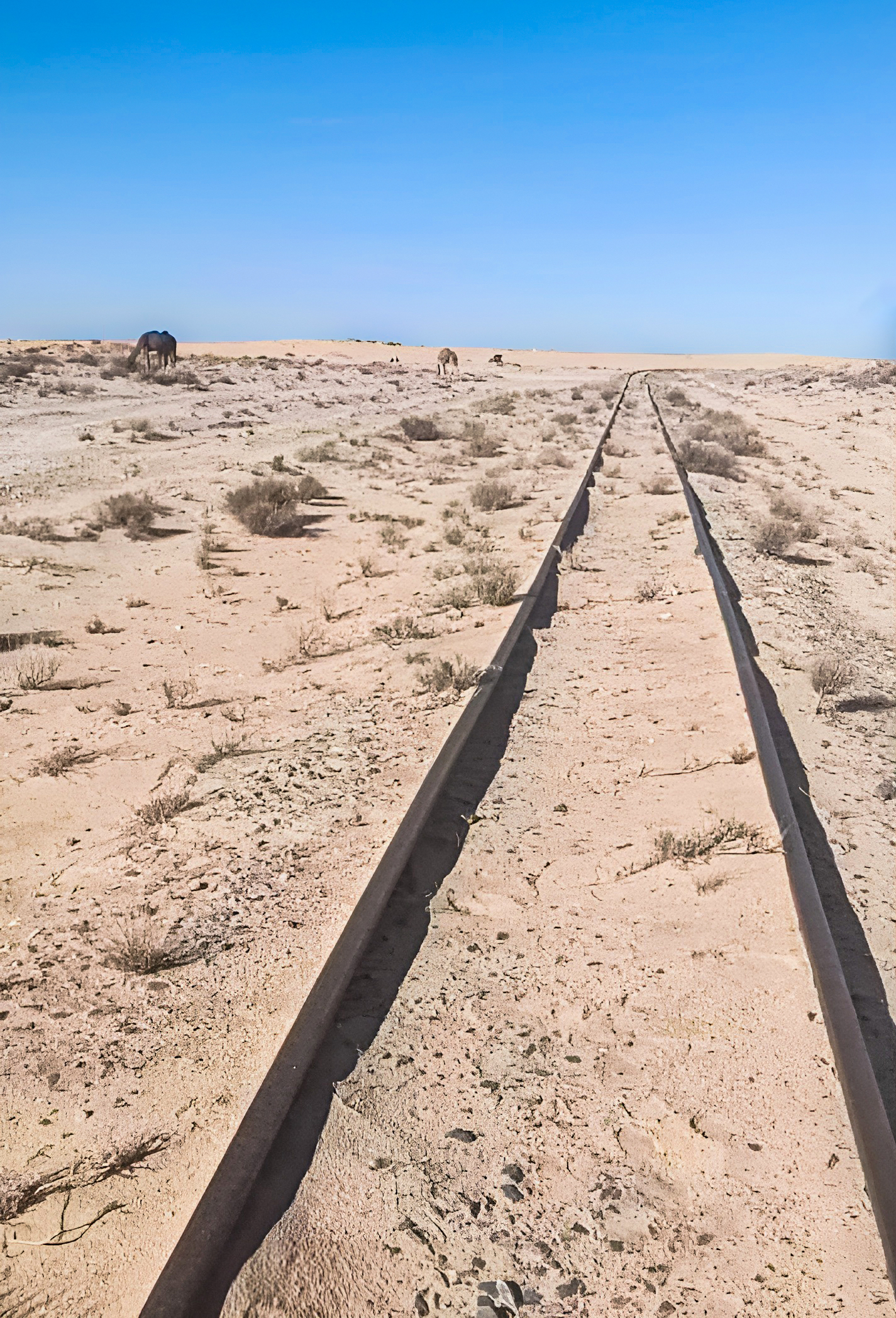
Vue de la ligne en 2023, au PK 283, aux environs d'El Kheiter, dans les Hauts-Plateaux, entre Saïda et Mécheria.

La ligne, qui relie à la mer les confins nord-ouest du Sahara, traverse les trois grandes régions montagneuses du nord-ouest de l'Algérie : l'Atlas tellien, les Hauts Plateaux et l'Atlas Saharien.
Son point de départ est la gare d'Oran (PK 0) située sur le plateau de Karguentah qui domine la ville portuaire à une altitude de 111 m. Son point d'arrivée est la gare de Kenadsa (PK 747,050), gare désormais fermée située à une altitude de 770,100 m, dans le nord-ouest du Sahara algérien.
Le point culminant de la ligne se situe à une hauteur de 1 313,58 m, dans les monts des Ksour, au niveau de la gare de Mékalis dans la commune de Aïn Sefra. Le point le plus bas est à 3,4 m, au niveau de l'ancienne gare de Saint-Leu (dans l'actuelle commune de Bethioua) à proximité de la ville portuaire d'Arzew. Sur près de la moitié de son parcours, l'altitude de la ligne est au-dessus des 1 000 m, dans sa traversée des Hauts-Plateaux et de l'Atlas saharien entre Saïda et Beni Ounif.

Profil en long de la ligne d'Oran à Kénadza.

Le rayon minimum des courbes de raccordement est de 150 m. La pente ou rampe maximum par mètre est de 29 mm/m. Les longueurs des principales rampes ou pentes sont :
- rampe de 26 mm/m sur 8 054 m entre Tizi et Bou Hanifia, dans l'Atlas tellien ;
- rampe de 27 mm/m sur 1 626 m entre Aïn El Hadjar et Bou Rached dans les Hauts-Plateaux ;
- rampe de 29 mm/m sur 410 m entre Tizi et Bou Hanifia, dans l'Atlas tellien.

### Tracé

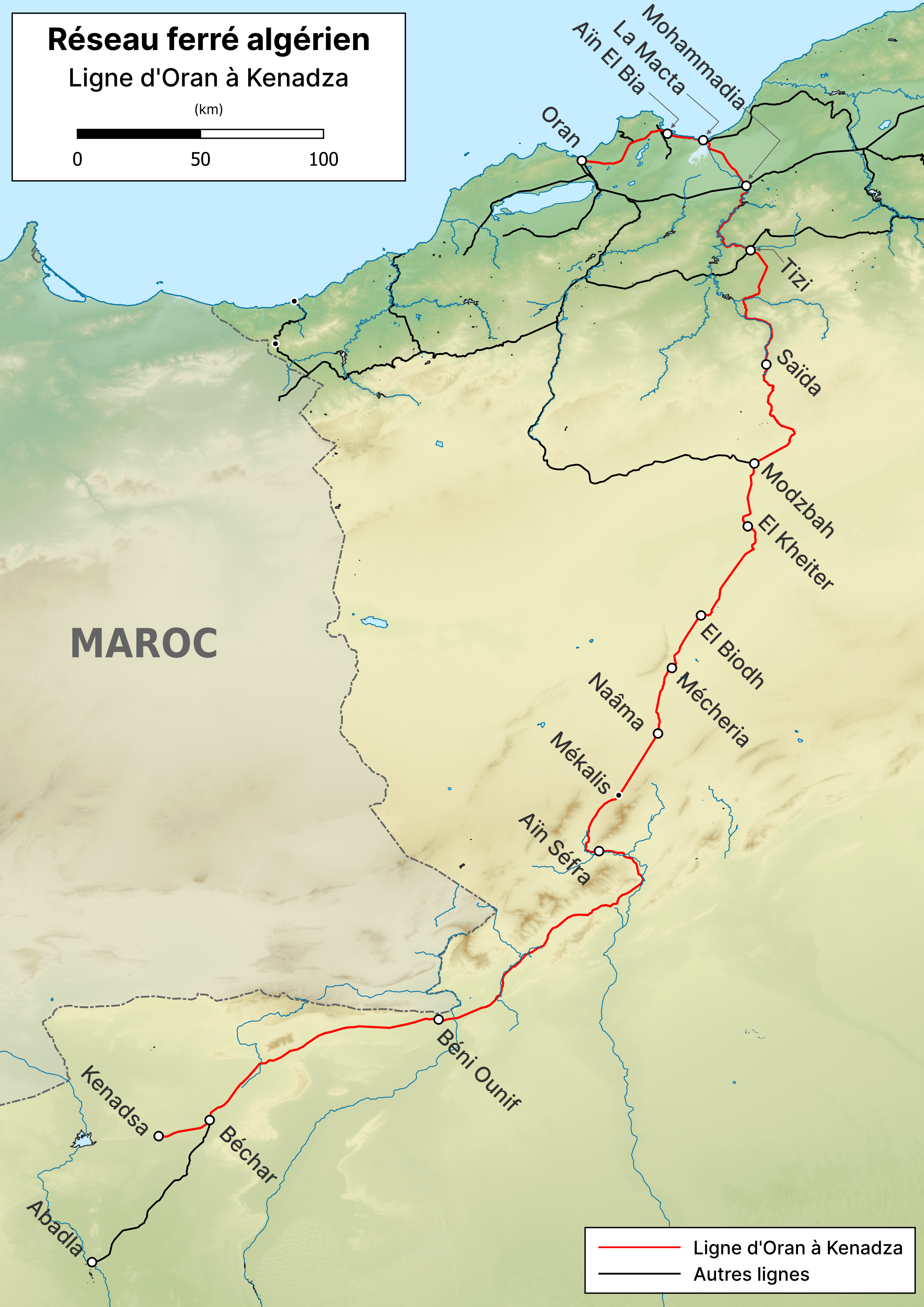
Tracé de la ligne.

#### Dans les plaines côtières
La nouvelle gare d'Oran-Karguentah, achevée en 1913, est commune aux lignes d'Alger à Oran (voie standard) et d'Oran à Kenadsa (voie étroite) ; cette dernière étant située dans la partie ouest de la gare. À la sortie sud de la gare, les deux lignes ont le même parcours sur quelques centaines de mètres, puis la ligne d'Oran à Kenadsa passe au-dessus de la voie d'Alger à Oran prend une direction sud-est pour se diriger vers Arzew.
D'Oran à Mohammadia  (ex Perrégaux), la ligne traverse la plaine côtière située au pied des contreforts de l'Atlas tellien sans rencontrer d'obstacles géographiques majeurs. Après avoir quitté Oran, la ligne se dirige vers le nord-est en longeant à distance le littoral. Arrivée à Aïn El Bia (ex Damesme), elle bifurque vers le sud-est en suivant de très près la côte entre les gares de Damesme et de la Macta (dans l'actuelle Mers El Hadjadj), petite halte ferroviaire située à l'embouchure de l'oued côtier la Macta. Après avoir franchi cet oued, elle quitte le rivage de la Méditerranée pour s'enfoncer définitivement dans les terres en traversant la plaine de l'Habra (oued El Hammam).
À Mohammadia (PK 89), elle croise la ligne d'Alger à Oran, à écartement standard, où il existe une gare pour chacune des deux lignes ferroviaires ; le passage d'une ligne à l'autre ne pouvant s'effectuer du fait de la différence d'écartement des voies.

#### Dans l'Atlas tellien
De Mohammadia à Tizi (PK 138,200), la ligne entame son ascension de l'Atlas tellien. Elle surplombe pendant quelques kilomètres le lac de l'Habra (barrage de Fergoug), remonte la vallée de l'oued El Hammam jusqu'à Bou Hanifia (ex Bou-Hanifia-les-Termes), franchit les monts des Beni-Chougrane et gagne la plaine de Ghriss, plaine intermédiaire de l'Atlas tellien, par une forte pente (de 26 mm/m sur 8 054 m) entre Bou Hanifia et Tizi.
À sa sortie de Ghriss (ex Thiersville), la ligne reprend son ascension en remontant les rives de l'oued Oukrif pour franchir les monts de Saïda et atteindre Saïda, au seuil des Hauts Plateaux alfatiers. Au-delà de Saïda, s'étend la zone de l'alfa, dénommée la mer de l'alfa.

#### Dans les Hauts-Plateaux
Au sud de Saïda (PK 208,800), la ligne poursuit son parcours au travers des steppes algéro-oranaises en se maintenant à une altitude moyenne de 1 000 m, sur une distance d'environ 180 km, jusqu'à Mécheria (PK 389,800).
Entre El Kheiter et El Biod, la ligne descend dans le chott ech Chergui, lac d'eau salé situé à une altitude de 987 m, et traverse sa cuvette sur 12 km.

#### Dans l'Atlas saharien
Mécheria, située au pied du djebel Antar (culminant à 1 720 m), marque la limite de la zone de l'alfa. La ligne quitte les Hauts-Plateaux et aborde les contreforts nord de l'Atlas saharien. Elle atteint son point culminant à Mékakis située à 1 314 m de hauteur (au PK 457,300). De là, elle entame sa descente progressive, avec une orientation nord-est - sud-ouest, en direction de Béchar en passant dans le Faïdjet el bétoum (« couloir des Térébinthes » ou « défilé des pistachiers ») creusé entre les djebels Morhad et Aïssa pour atteindre Aïn Sefra.
La ligne contourne par l'est les djebels Metkter et Cheracher, dans les monts des Ksour, entre Aïn Sefra et Moghrar. Elle reprend son orientation sud-ouest, quitte l'Atlas saharien pour arriver à Beni Ounif (PK 637,300), où elle entre maintenant dans la zone désertique de la Saoura pour atteindre Béchar puis son terminus, Kenadsa, sans rencontrer de reliefs particuliers.

## Gares de la ligne

### D'Oran à Mohammadia

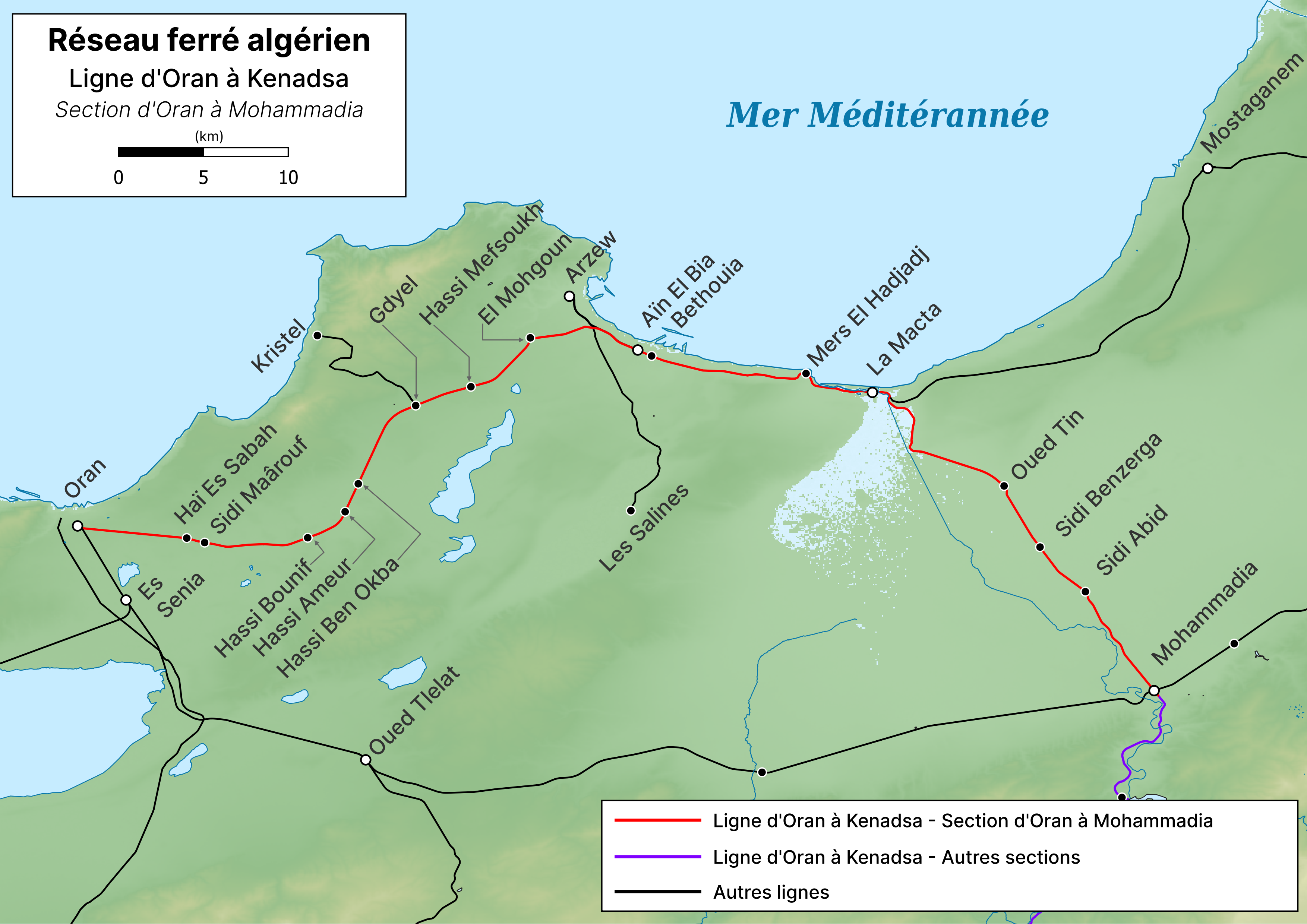
Tracé de la section Oran - Mohamadia.

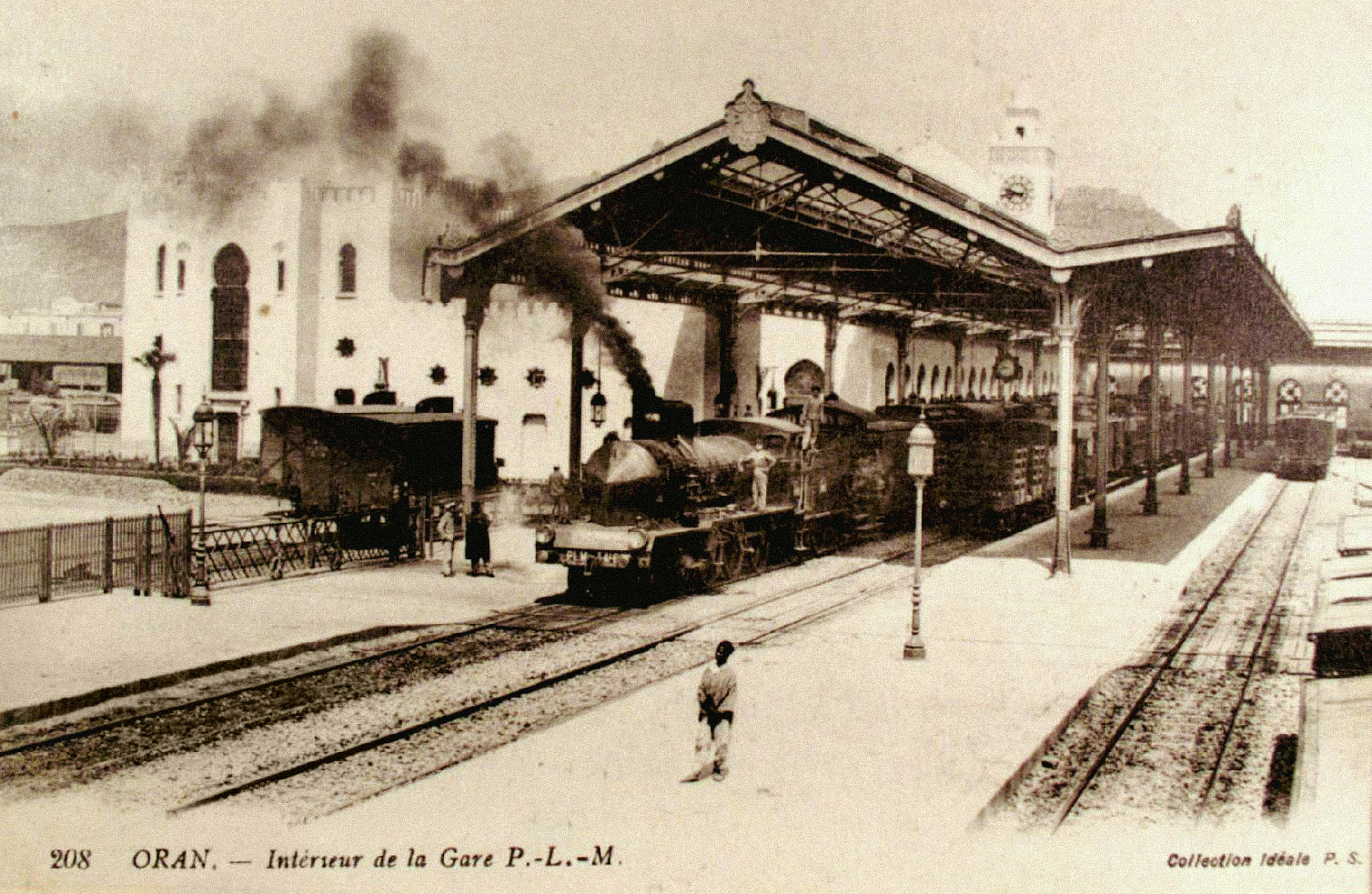
Un train au départ de la gare d'Oran sur la ligne d'Oran à Kenadsa (voie de gauche).

| Gare            | Commune actuelle | PK         | Altitude  |
| --------------- | ---------------- | ---------- | --------- |
| Oran            | Oran             | PK 000,000 | 111,000 m |
| Saint-Rémy      | Sidi Chami       | PK 007,700 | 92,900 m  |
| Sidi-Chami      | Sidi Chami       | PK 011,300 | 94,900 m  |
| Assi-bou-Nif    | Hassi Bounif     | PK 014,400 | 95,650 m  |
| Assi-Ameur      | Hassi Bounif     | PK 017,700 | 94,400 m  |
| Fleurus         | Hassi Ben Okba   | PK 020,500 | 99,900 m  |
| Saint-Cloud     | Gdyel            | PK 028,300 | 136,200 m |
| Renan-Kléber    | Hassi Mefsoukh   | PK 033,800 | 130,900 m |
| Sainte-Léonie   | Arzew            | PK 036,100 | 109,400 m |
| Damesme         | Aïn El Bia       | PK 042,400 | 4,050 m   |
| Saint-Leu       | Bethioua         | PK 045,200 | 3,400 m   |
| Port-aux-Poules | Mers El Hadjadj  | PK 054,500 | 7,500 m   |
| La Macta        | Mers El Hadjadj  | PK 058,900 | 4,510 m   |
| Oued-Tinn       | Fornaka          | PK 071,000 | 9,200 m   |
| Debrousseville  | Sidi Abdelmoumen | PK 075,900 | 12,500 m  |
| Ferme Blanche   | Sidi Abdelmoumen | PK 080,100 | 19,850 m  |
| Perrégaux-État  | Mohammadia       | PK 088,700 | 42,660 m  |

### De Mohammadia à Saïda

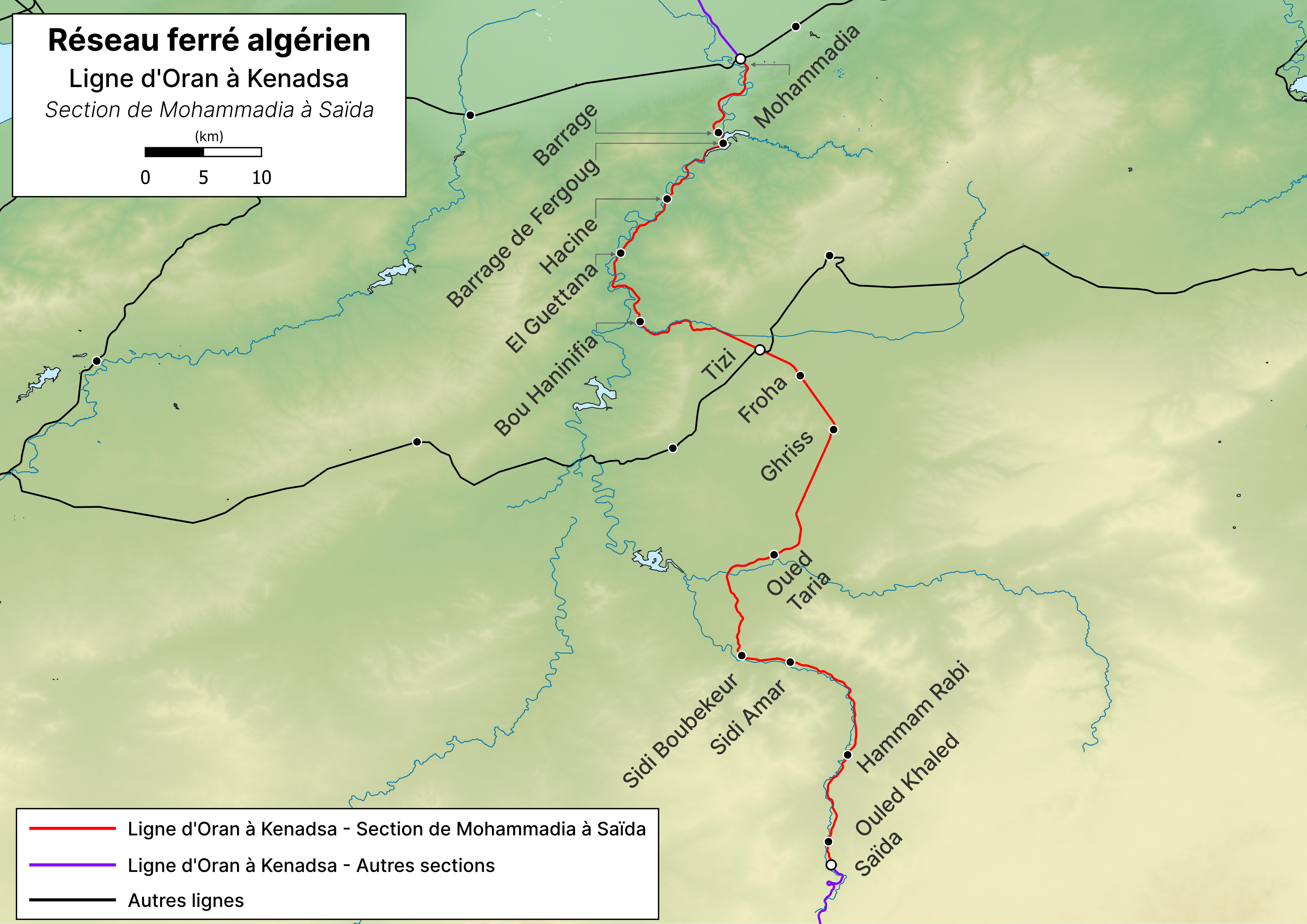
Tracé de la section Mohamadia - Saïda.

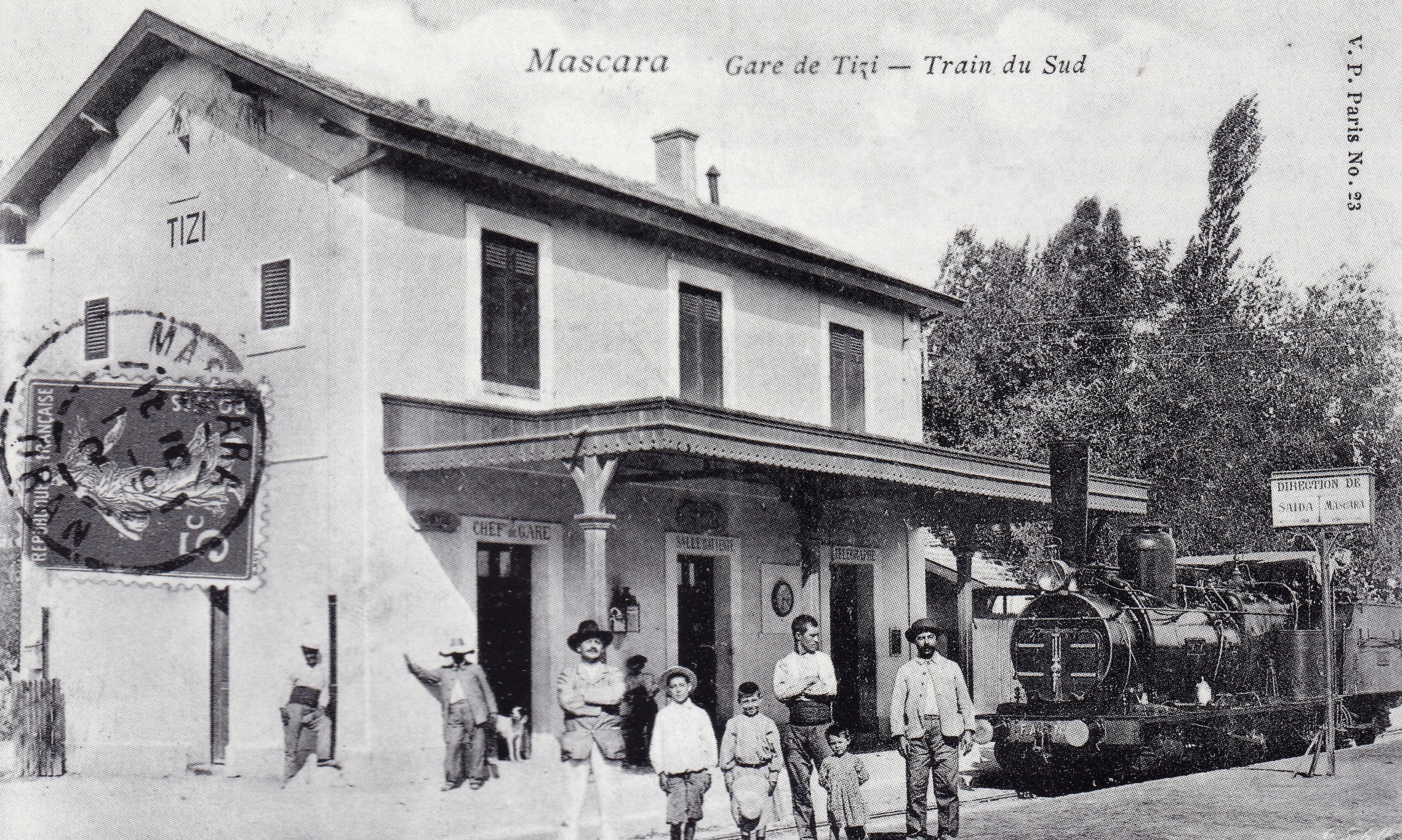
La gare de Tizi.

| Gare                      | Commune actuelle | PK         | Altitude  |
| ------------------------- | ---------------- | ---------- | --------- |
| Perrégaux-État            | Mohammadia       | PK 088,700 | 42,660 m  |
| Barrage                   | Mohammadia       | PK 098,500 | 105,630 m |
| Barrage de l'Oued Fergoug | Mohammadia       | PK 100,000 | 114,330 m |
| Dublineau                 | Hacine           | PK 108,500 | 134,860 m |
| La Guethna                | El Guettana      | PK 117,400 | 176,220 m |
| Bou-Hanifia-les-Termes    | Bou Hanifia      | PK 125,300 | 229,360 m |
| Tizi                      | Tizi             | PK 138,200 | 455,070 m |
| Froha                     | Froha            | PK 145,100 | 475,790 m |
| Thiersville               | Ghriss           | PK 149,300 | 500,800 m |
| Taria                     | Oued Taria       | PK 164,300 | 493,860 m |
| Charrier                  | Sidi Boubekeur   | PK 178,300 | 545,800 m |
| Franchetti                | Sidi Amar        | PK 182,700 | 572,690 m |
| Les Eaux-Chaudes          | Ouled Khaled     | PK 195,300 | 654,940 m |
| Nazereg-Flinois           | Ouled Khaled     | PK 203,700 | 736,850 m |
| Saïda                     | Saïda            | PK 208,800 | 807,650 m |

### De Saïda à El Biod

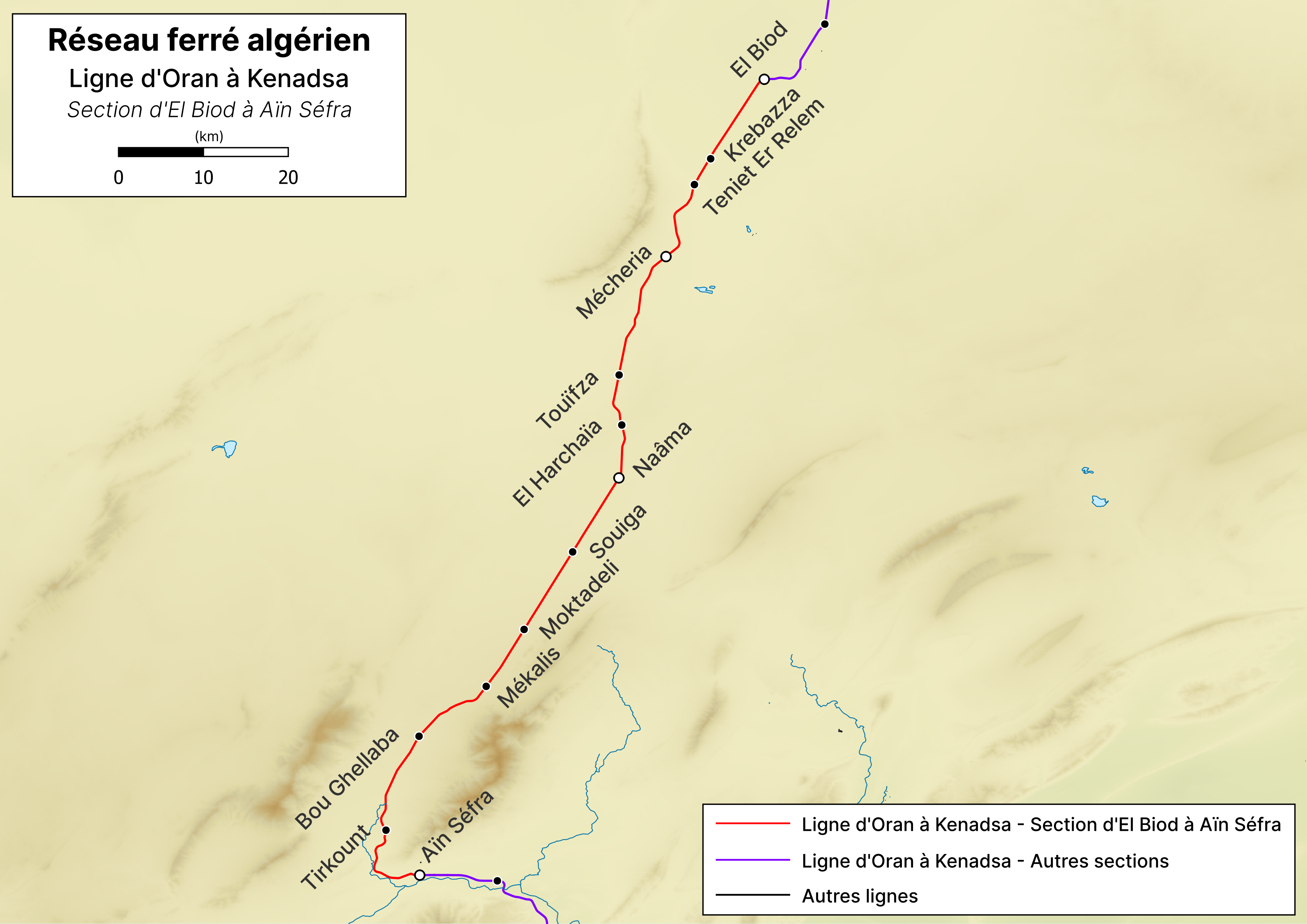
Tracé de la section Saïda - El Biod.

| Gare             | Commune actuelle | PK         | Altitude    |
| ---------------- | ---------------- | ---------- | ----------- |
| Saïda            | Saïda            | PK 208,800 | 807,650 m   |
| Aïn-el-Hadjar    | Aïn El Hadjar    | PK 219,700 | 1 015,450 m |
| Bou-Rached       | Sidi Ahmed       | PK 228,200 | 1 140,300 m |
| Tafaroua         | Sidi Ahmed       | PK 243,400 | 1 170,350 m |
| Khralfallah      | Sidi Ahmed       | PK 252,300 | 1 109,850 m |
| Muley-Abdelkader | Sidi Ahmed       | PK 261,700 | 1 085,840 m |
| El-Beïda         | Sidi Ahmed       | PK 268,100 | 1 064,840 m |
| Modzbah          | El Kheiter       | PK 275,700 | 1 057,800 m |
| Tin-Brahim       | El Kheiter       | PK 285,900 | 1 054,550 m |
| Assi-el-Madani   | El Kheiter       | PK 294,600 | 1 044,450 m |
| Le Kreider       | El Kheiter       | PK 309,100 | 988,000 m   |
| Bou-Ktoub        | Bougtob          | PK 322,300 | 994,600 m   |
| Rezaïna          | El Biod          | PK 336,400 | 1 040,050 m |
| Bir-Sénia        | El Biod          | PK 350,400 | 1 040,450 m |
| El Biod          | El Biod          | PK 361,000 | 1 038,890 m |

### D'El Biod à Aïn Séfra

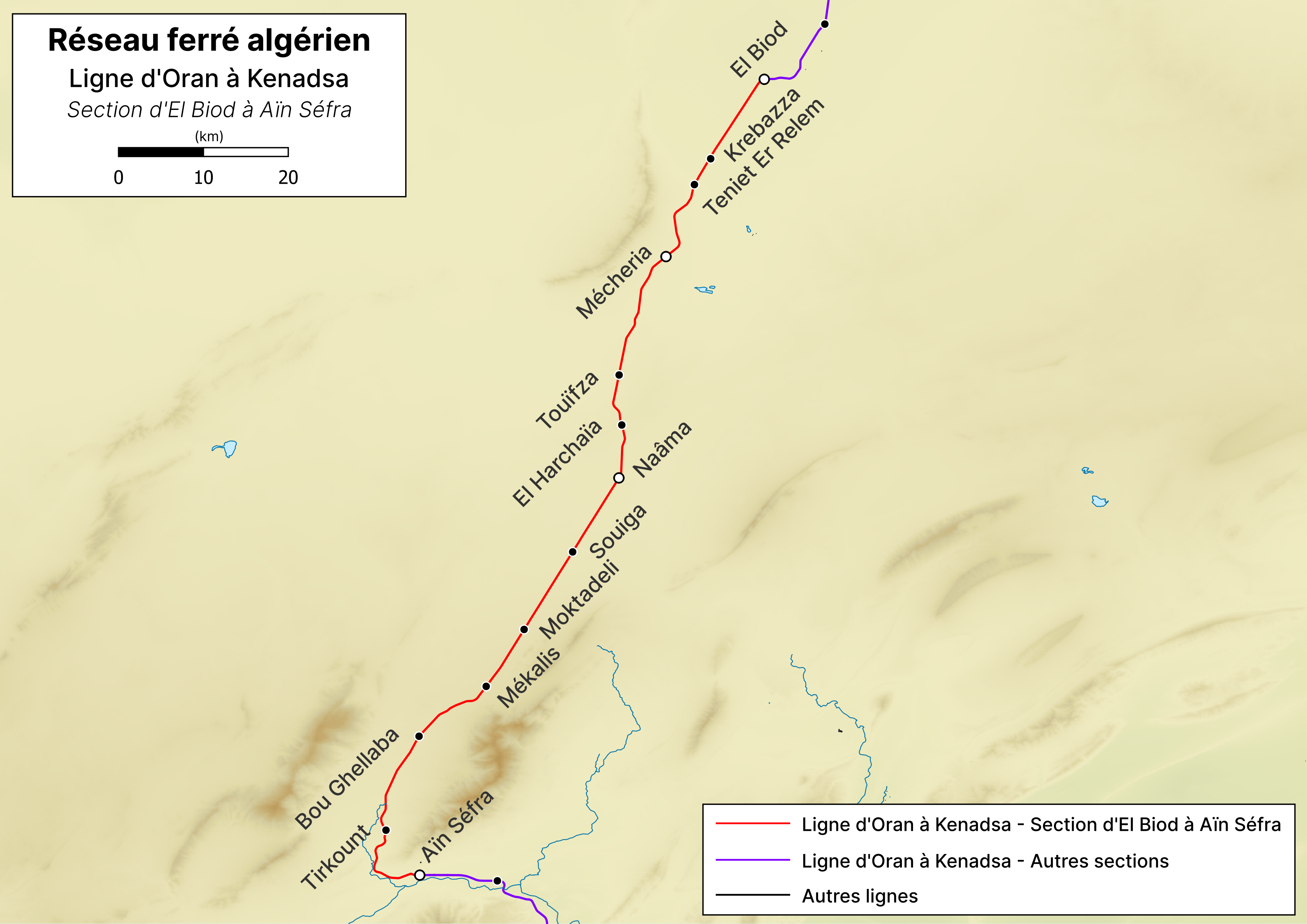
Tracé de la section El Biod - Aïn Séfra.

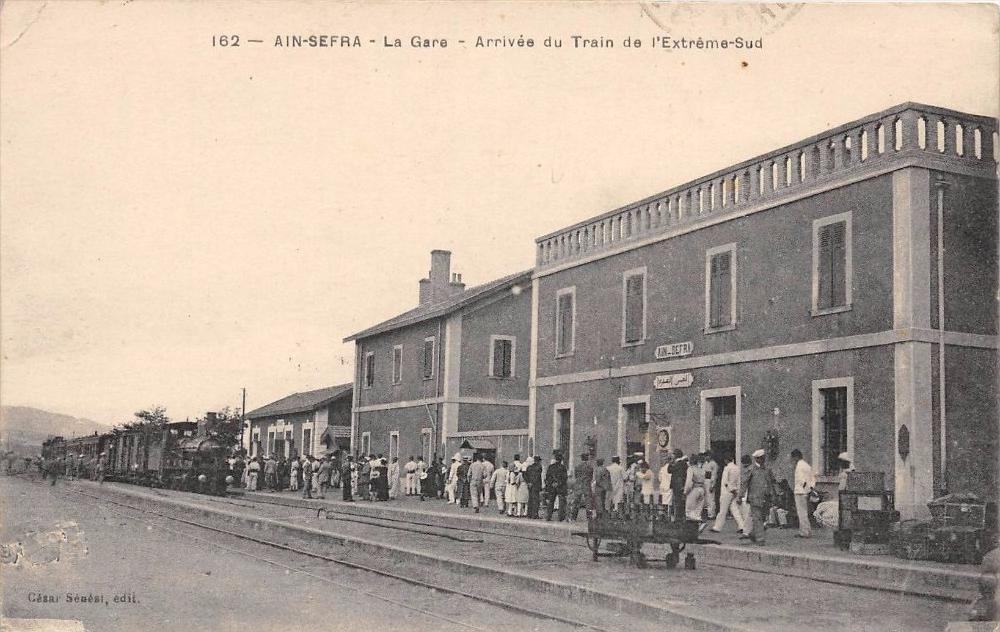
La gare de Aïn Séfra.

| Gare            | Commune actuelle | PK         | Altitude    |
| --------------- | ---------------- | ---------- | ----------- |
| El Biod         | El Biod          | PK 361,000 | 1 038,890 m |
| Krebazza        | El Biod          | PK 374,000 | 1 056,750 m |
| Teniet-er-Relem | Mécheria         | PK 381,500 | 1 099,000 m |
| Mécheria        | Mécheria         | PK 389,800 | 1 158,660 m |
| Touïfza         | Naâma            | PK 400,100 | 1 123,800 m |
| El-Harchaïa     | Naâma            | PK 411,200 | 1 159,720 m |
| Naâma           | Naâma            | PK 422,500 | 1 165,940 m |
| Souiga          | Naâma            | PK 434,500 | 1 181,560 m |
| Moktadelli      | Naâma            | PK 446,500 | 1 260,290 m |
| Mékalis         | Aïn Sefra        | PK 457,300 | 1 313,580 m |
| Bou-Ghellaba    | Aïn Sefra        | PK 468,400 | 1 239,850 m |
| Tirkount        | Aïn Sefra        | PK 480,400 | 1 185,880 m |
| Aïn-Séfra       | Aïn Sefra        | PK 492,100 | 1 058,040 m |

### De Aïn Séfra à Kenadsa

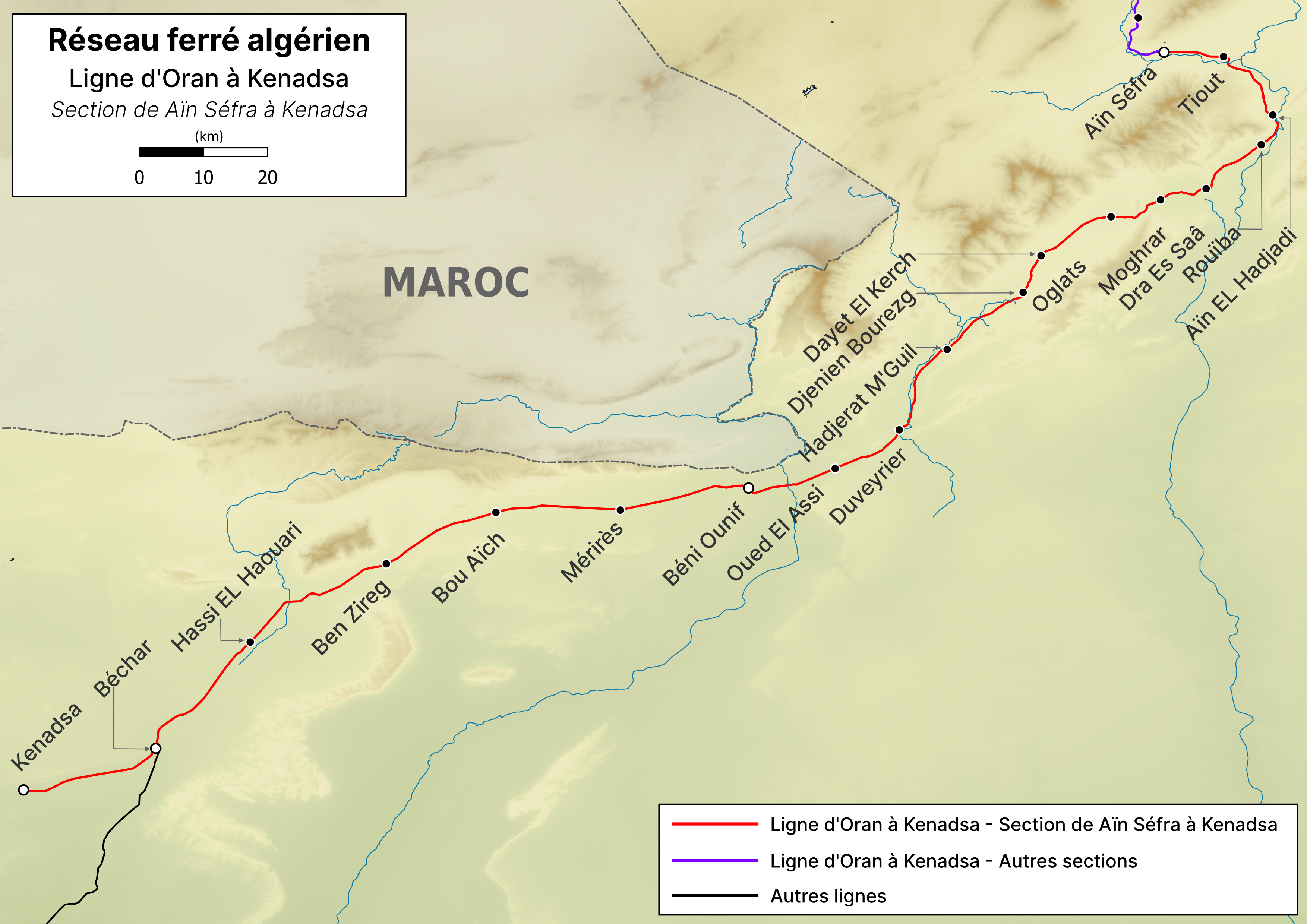
Tracé de la section Aïn Séfra - Kenadsa.

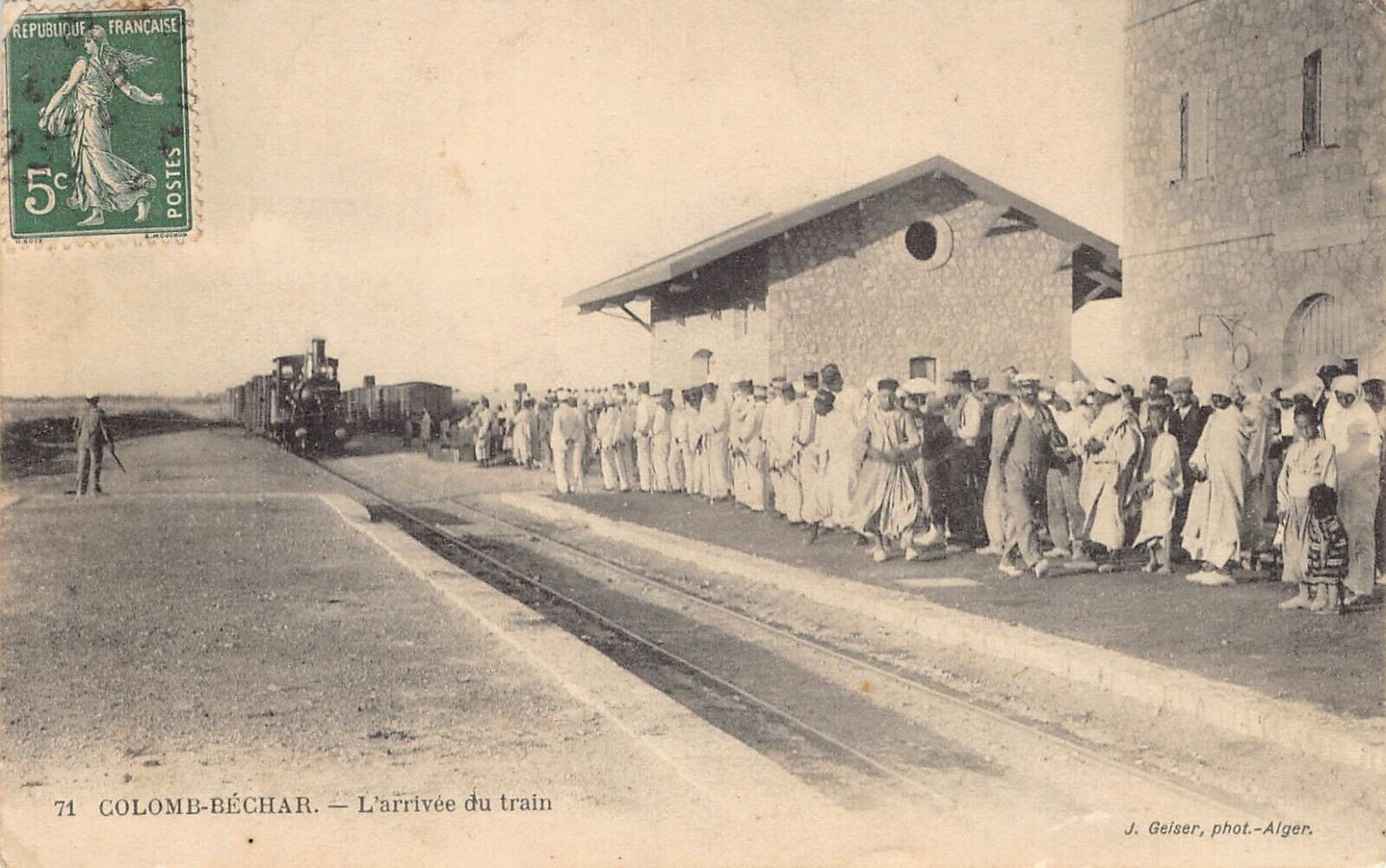
La gare de Béchar.

| Gare             | Commune actuelle | PK         | Altitude    |
| ---------------- | ---------------- | ---------- | ----------- |
| Aïn-Séfra        | Aïn Sefra        | PK 492,100 | 1 058,040 m |
| Tiout            | Tiout            | PK 503,200 | 1 024,940 m |
| Aïn-el-Hadjadi   | Tiout            | PK 516,100 | 1 005,560 m |
| Rouïba           | Moghrar          | PK 526,800 | 926,800 m   |
| Dra-es-Saâ       | Moghrar          | PK 537,800 | 905,400 m   |
| Moghrar          | Moghrar          | PK 545,900 | 917,150 m   |
| Oglats           | Moghrar          | PK 556,200 | 1 004,190 m |
| Dayet-el-Kerch   | Djeniene Bourezg | PK 567,800 | 1 041,130 m |
| Djenien-bou-Rezg | Djeniene Bourezg | PK 576,500 | 1 005,400 m |
| Hadjerat-M'Guil  | Djeniene Bourezg | PK 592,100 | 944,000 m   |
| Duveyrier        | Beni Ounif       | PK 609,900 | 863,700 m   |
| Oued-el-Assi     | Beni Ounif       | PK 622,700 | 844,900 m   |
| Béni-Ounif       | Beni Ounif       | PK 637,300 | 823,900 m   |
| Mérirès          | Beni Ounif       | PK 655,600 | 885,100 m   |
| Bou-Aïch         | Beni Ounif       | PK 671,800 | 954,510 m   |
| Ben-Zireg        | Béchar           | PK 697,400 | 959,500 m   |
| Hassi-el-Haouari | Béchar           | PK 724,200 | 843,520 m   |
| Colomb-Béchar    | Béchar           | PK 748,400 | 783,020 m   |
| Kénadza          | Kenadsa          | PK 770,100 | 747,050 m   |

## Exploitation

### Desserte voyageurs

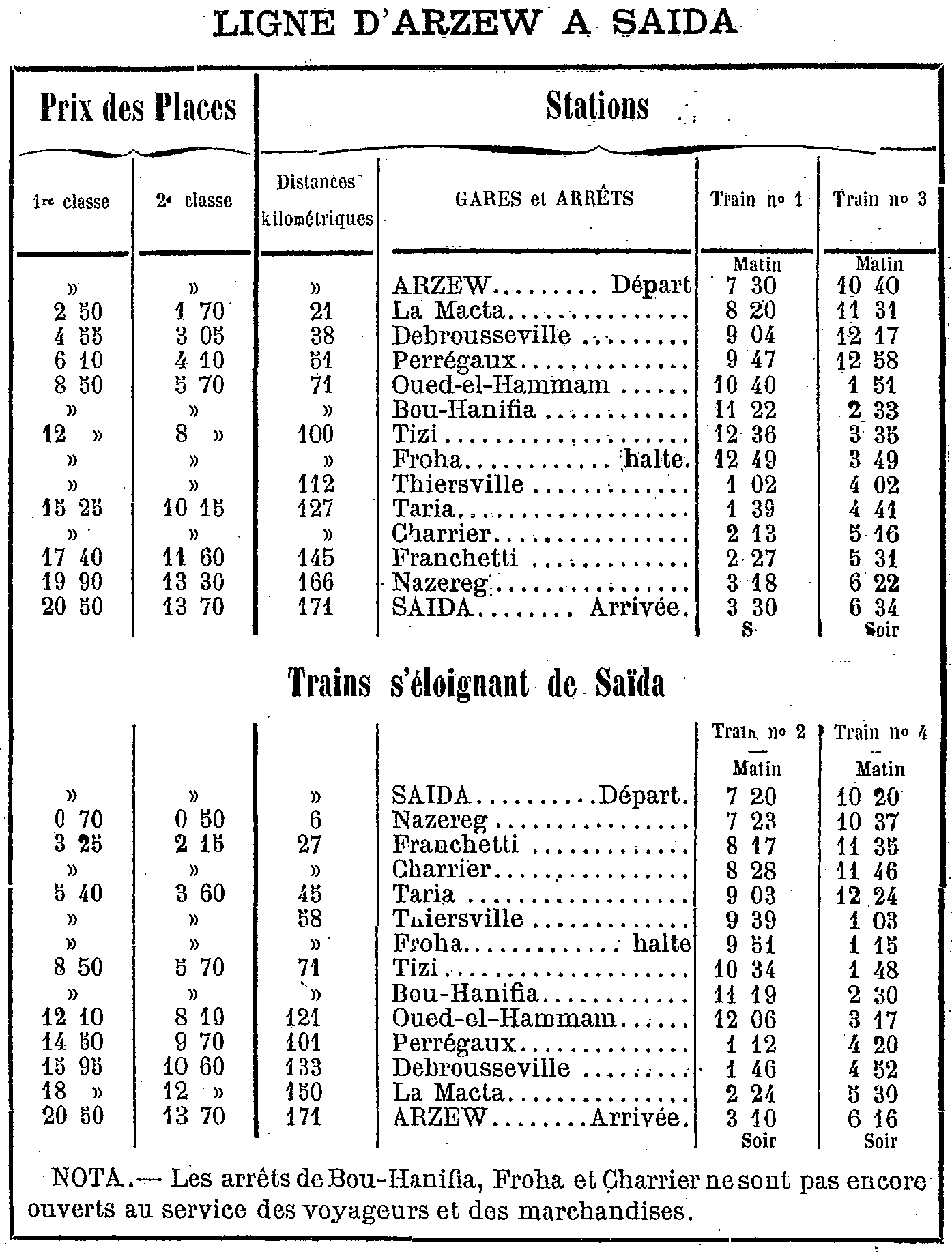
Horaires des trains de la ligne d'Arzew à Saïda en 1880.

En 1880, deux trains par sens assurent, le matin, une liaison journalière entre Arzew et Saïda. Le temps moyen de parcours est de  6 h, pour une distance de 171 km. Le prix des places de la liaison Arzew ↔ Saïda est de 20,50 fr en première classe et de 13,70 fr en seconde classe.
Lors du prolongement de la ligne en direction de Colomb-Béchar en 1906, un seul train hebdomadaire et par sens assure la liaison Oran ↔ Colomb-Béchar. À partir de 1928, cette desserte est assurée par trois trains par semaine et par sens. Ces trains disposent d'une voiture-lits et d'une voiture-restaurant.
Au-delà de Saïda, en direction de Colomb-Béchar, les trains sont utilisés essentiellement par des militaires. Nombreuses sont les gares fortifiées, ayant l'aspect de petites redoutes, qui servent de bases militaires mais aussi de gares de croisement des trains.

Vues de gares fortifées au sud de la ligne
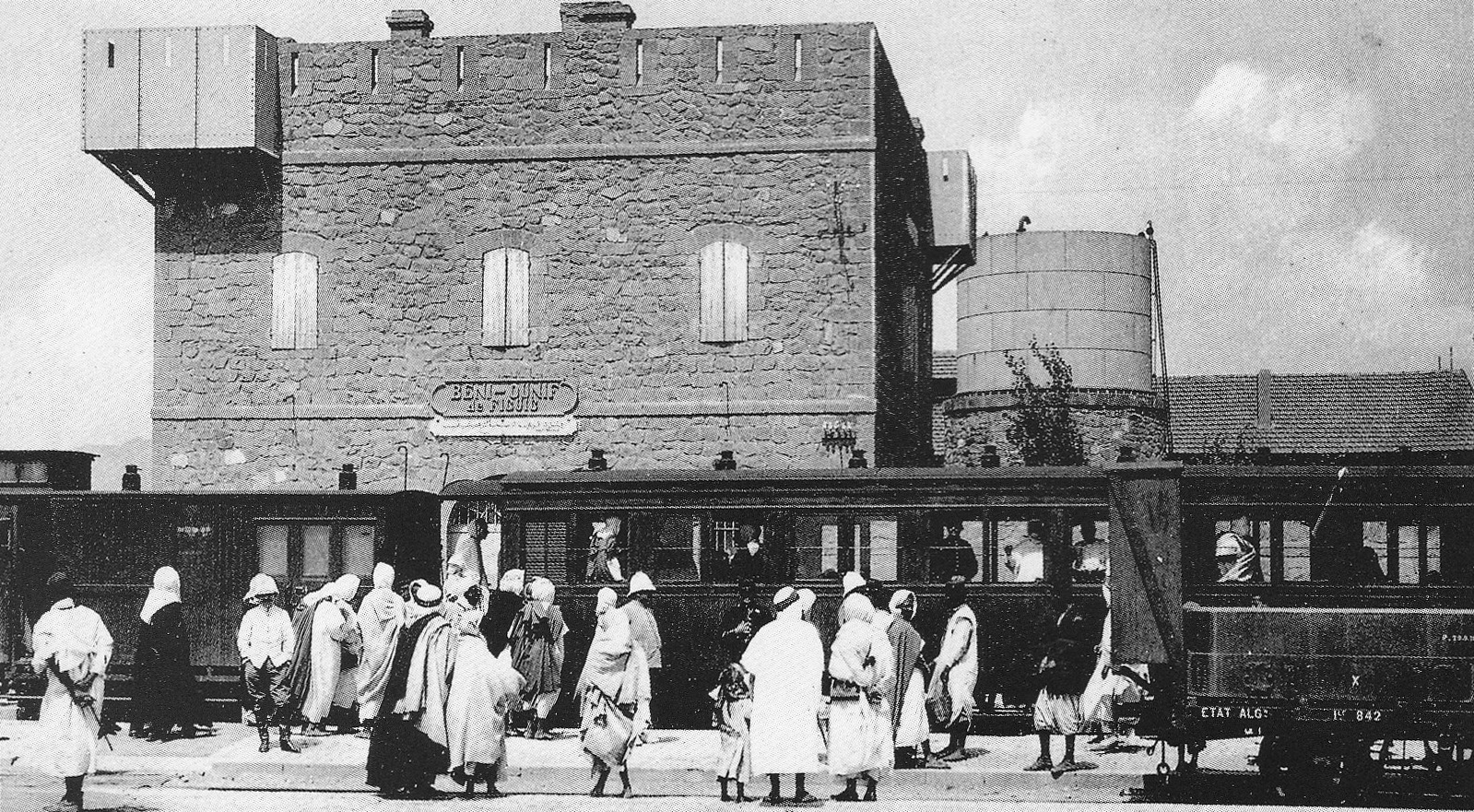
Gare de Béni Ounif.
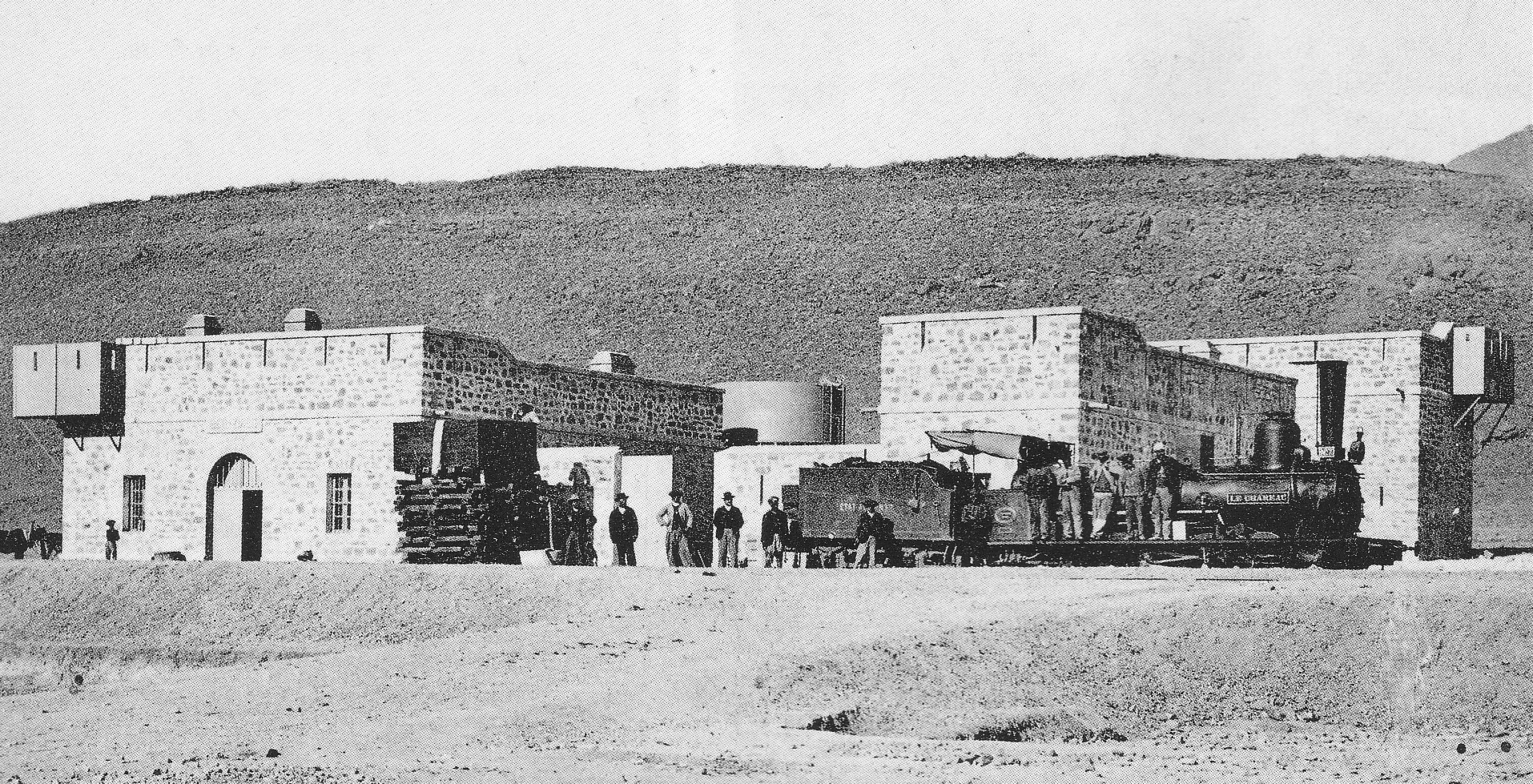
Gare de Ben Zireg.
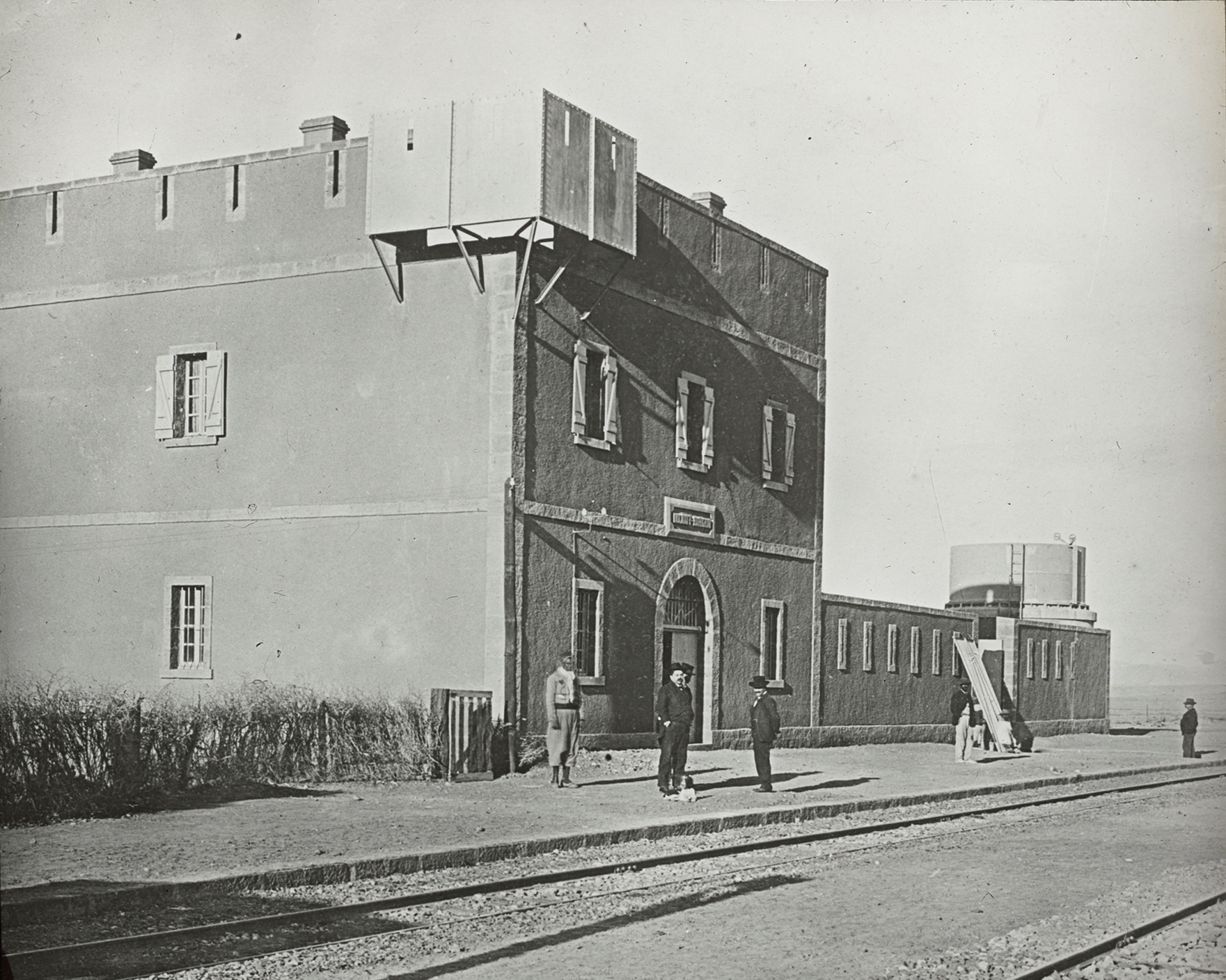
Gare de Moghrar.

### Transport de marchandises
La ligne a une grande importance pour le transport de produits agricoles ou issus de l'élevage. Nombreuses sont les gares qui permettent le chargement de marchandises ou de bétail à destination des grandes villes du nord de l'Algérie ou vers les ports pour l'exportation.
| Marchandises | Gares                                                                           |
| --- | ------------------------------------------------------------------------------- |
| Alfa | Arzew(*) et gares entre Saïda et Mécheria                                       |
| Amandes | Tiout                                                                           |
| Bois, charbon de bois | Dublineau, Bou-Hanifia les Thermes, Mékalis, Tizi et gares entre Tizi et Saïda, |
| Briques | Dublineau                                                                       |
| Céréales | Saïda, Aïn El Hadjar et gares entre Tizi et Saïda                               |
| Chaux et ciments | Gare du barrage de Oued Fergoug                                                 |
| Coton | Debrousseville, Ferme-Blanche, Perrégaux, Dublineau                             |
| Dattes | Tiout, Béni Ounif, Colomb-Béchar, Moghrar                                       |
| Farine | Dublineau                                                                       |
| Houille | Kénadza                                                                         |
| Moutons | Debrousseville(**), Bou-Ktoub, Aïn Sefra, Béni Ounif, Colomb-Béchar             |
| Onyx | Bou-Hanifia-les-Thermes                                                         |
| Peaux, laines | Aïn Séfra, Béni Ounif, Colomb-Béchar                                            |
| Platres | Port-aux-Poules                                                                 |
| Poissons | Arzew, Port-aux-Poules, La Macta                                                |
| Primeurs, agrumes | Debrousseville, Ferme-Blanche, Périgaux, Dublineau                              |
| Sel | Arzew                                                                           |
| Tabac | Saïda                                                                           |
| Tissus | Aïn Séfra                                                                       |
| Vins | Tizi                                                                            |
| (*) Port d'exportation de l'Alfa. (**) Station de repos pour les moutons venant du sud avant leur réacheminent vers leur destatation finale. |                                                                                 |

### Matériel
Au début de l'exploitation de la ligne, les trains sont tractés par des locomotives à vapeur de type 030-T, 031-T, 040, 130 et 130-T entre 1879 et 1887, et par des automotrices à vapeur de type Rowan, de 1893 à 1896, et des locomotives articulées de type 030+030-T en 1908.
À partir de 1912, la Compagnie des chemins de fer algériens de l'État, qui a repris le réseau de la compagnie Franco-algérienne, met en service des locomotives de type 230 (série CFA 230-YB), 140 (série CFA 140-YB) et 150 (série CFA 150-YA) à tender séparé. Ce matériel permet, en 1928, une desserte de Colomb-Béchar par trois trains par semaine au lieu d'un train hebdomadaire.

Vue de locomotives vapeur de la ligne Sud-Oranais
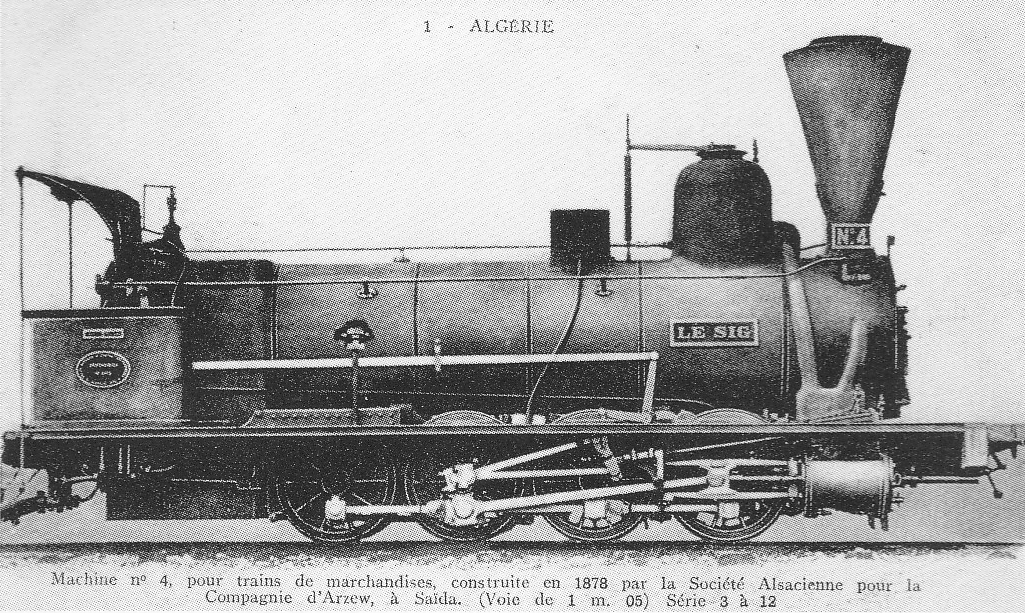
La locomotive 040 N° 4 "Le Sig" de la compagnie FA.
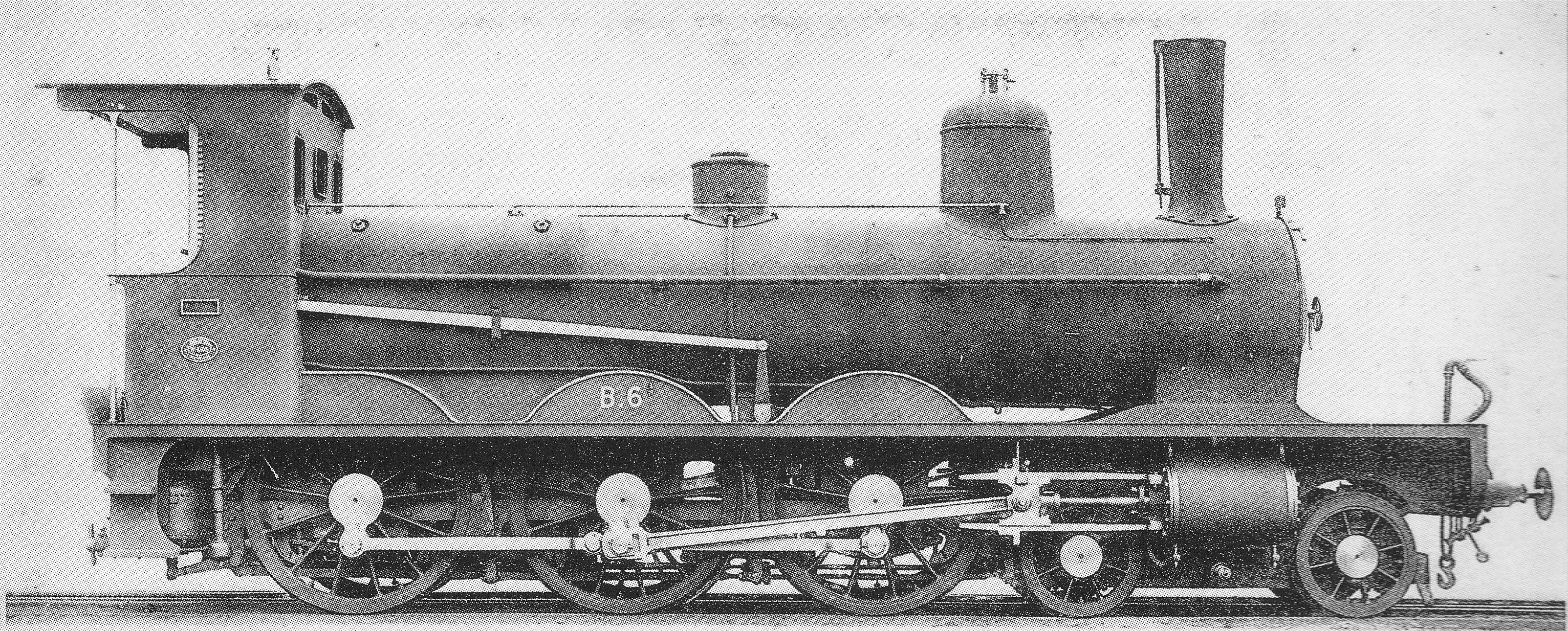
La locomotive 230-B6 du réseau oranais des CFAE.
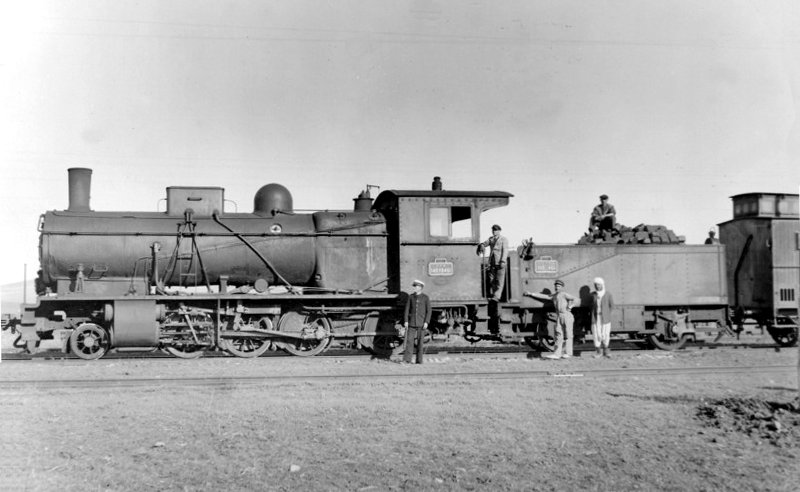
Locomotive CFA 140-YB-461 de la CFA.

Dans les années 1950, les locomotives à vapeur utilisées sur les voies étroites de 1 055 mm sont progressivement remplacées par des locomotives diesel de type  CC (série 060-YDA) et BBB (série 060-YDB). Et, dans les années 1970, la SNTF met en service des locomotives diesel de type CC (séries 060-YDD et 060-WDK) et A1A'A1A' (série 040-YDA).
- Vue de locomotives Diesel pour voies étroites 1 055 mm

Vue de locomotives Diesel pour voies étroites 1055 mm
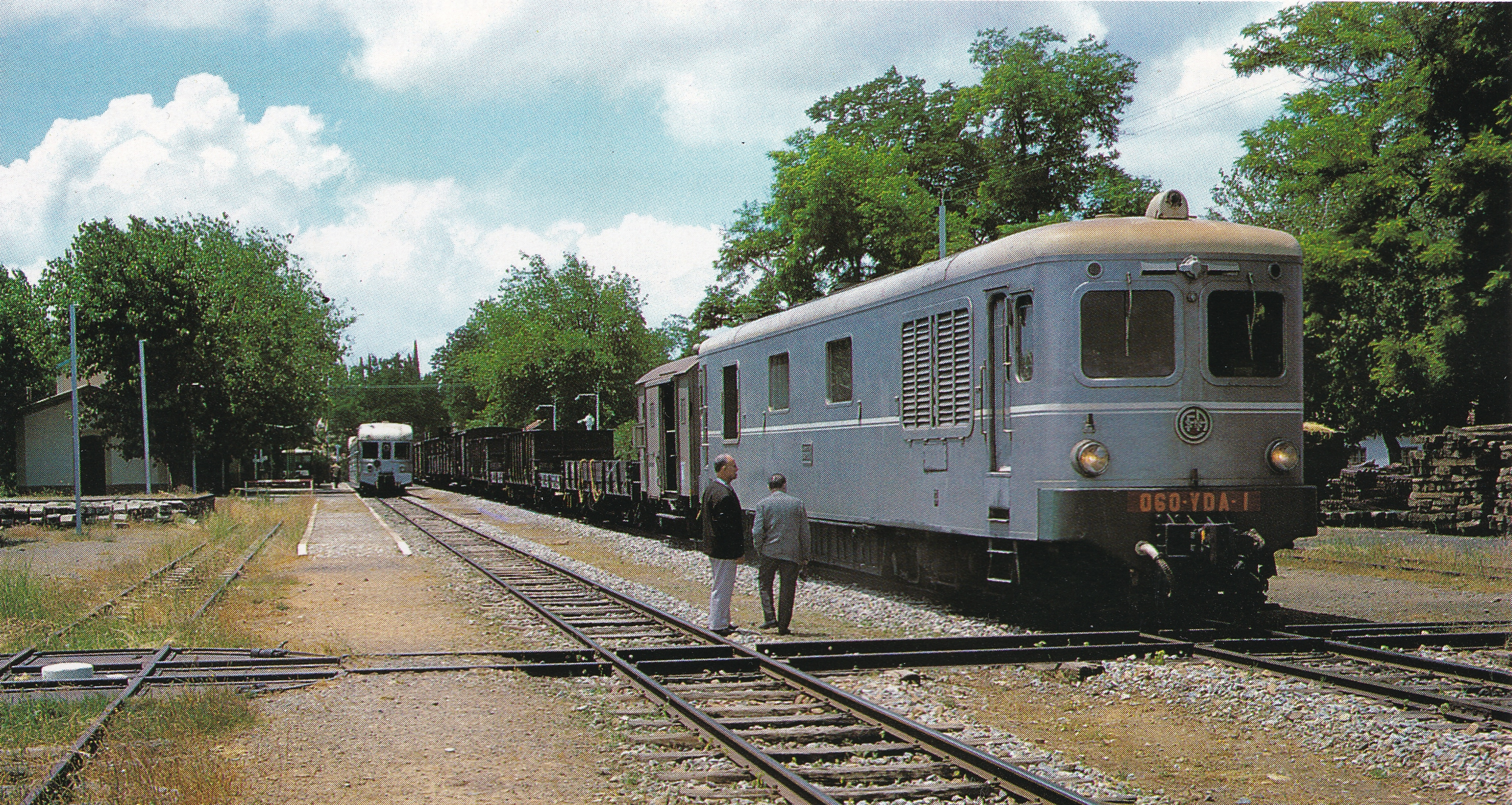
Locomotive série 060-YDA.
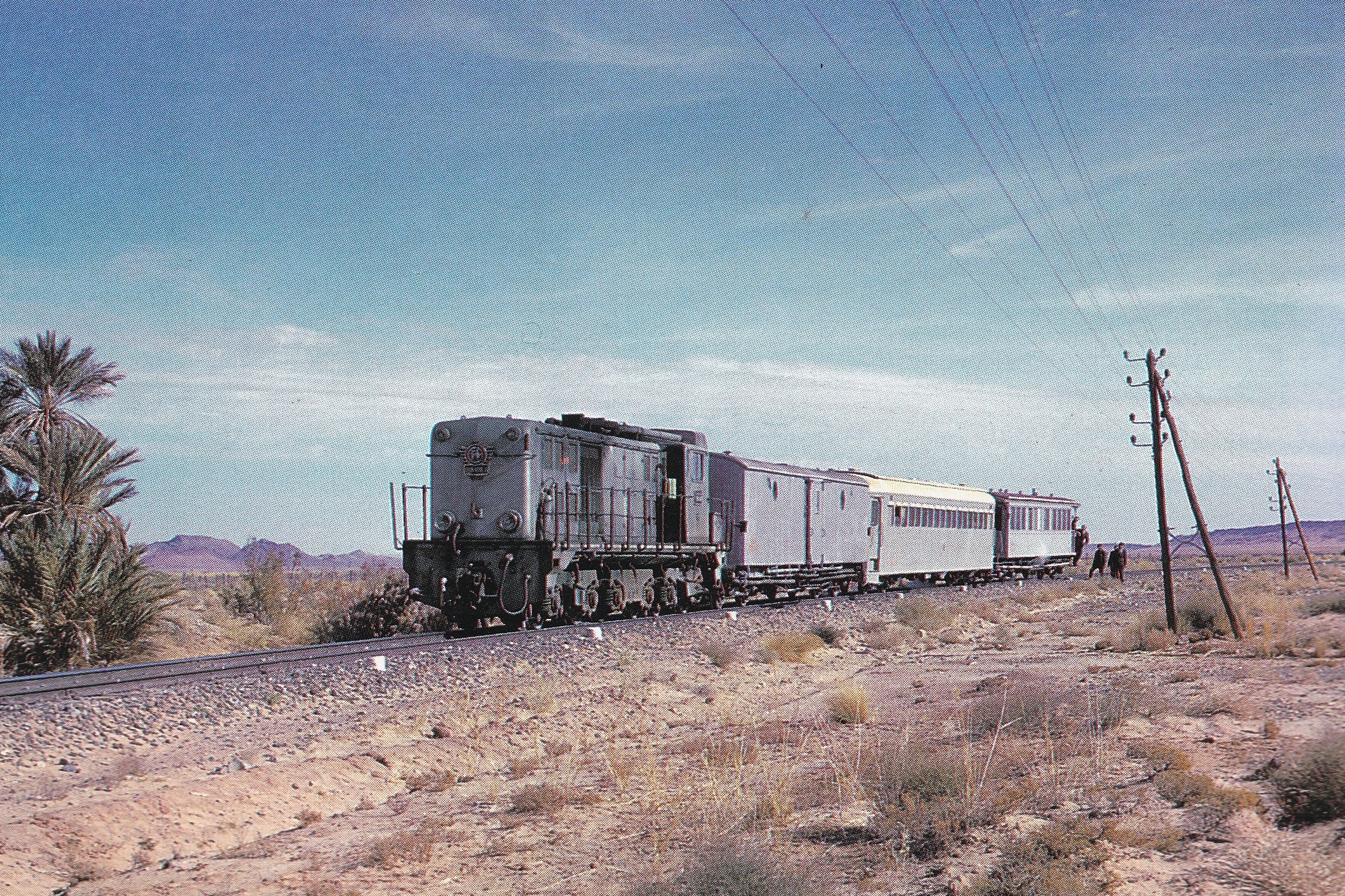
Locomotive série 060-YDB.